# Cultures agroterrisseres a l'Argentina
Les cultures agroterrisseres en el territori de l'actual Argentina van ser un conjunt de formes locals de les civilitzacions originàries d'Amèrica establertes al territori que actualment pertany a la República Argentina, diferenciades de les poblacions de cultura inferior pel sedentarisme i pel desenvolupament de l'agricultura i la terrisseria.
A l'arribada dels conqueridors espanyols, al segle XVI, la majoria de la superfície de l'actual Argentina estava habitada per pobles caçadors-recol·lectors, però també hi havia àmplies zones habitades per societats d'agricultors, que formaven la major part de la població.
Aquests pobles de cultura neolítica havien començat a instal·lar-se a l'actual Argentina durant el primer mil·lenni abans de la nostra era, i en l'època de la conquesta havien aconseguit el seu màxim desenvolupament autònom, que es veuria truncat per la invasió europea, amb les seves seqüeles de transculturació, canvis en els models productius i despoblació.

## Paleolític i neolític a l'actual territori argentí

Límits prehispànics de l'agricultura aborigen

Les restes que testimonien ocupació humana més antiga datats fins a l'actualitat a l'actual territori argentí corresponen a jaciments ubicats a la Patagònia: els llocs de Los Toldos i de Piedra Museo van aportar restes datades entre el 12.890±90 i 11.560 abans de la nostra era. Necessàriament han d'haver passat ocupacions més antigues més al nord, però no s'han rescatat restes que ho testifiquin. Fins i tot l'illa de Terra del Foc ha aportat el lloc Tres Arroyos, amb 11.880 anys d'antiguitat, encara datacions posteriors van donar una data una mica més moderna, de 10.600 anys.
Aquests llocs han aportat evidència d'ocupació humana, amb molt escassa informació sobre les seves característiques culturals i racials. En qualsevol cas, es tractava de poblacions d'un estadi cultural paleolític, és a dir, dedicats a la caça i recol·lecció.
Al segle xvi, en arribar a l'actual territori argentí, els conqueridors espanyols el van trobar en la seva major part habitat per grups de caçadors-recol·lectors, amb molt baixa densitat de població. Però existien també, al nord-oest, l'oest, el centre i el nord-est de l'Argentina, àmplies regions habitades per agricultors, que representaven numèricament la major part de la població del territori.
L'agricultura es va desenvolupar a Amèrica del Nord, pel que sembla independentment del seu desenvolupament anterior a Àsia, i es va expandir aviat cap a Amèrica del Sud. Els pebrots, faves, carabasses i el blat de moro es van desenvolupar primerament al sud d'Amèrica del Nord abans de passar a Sud-amèrica; mentre que el cultiu del cotó (un curiós cas de desenvolupament paral·lel amb el cotó asiàtic), la patata i la mandioca es van desenvolupar primerament a Sud-amèrica. Un altre cas problemàtic és el moniato, que es va desenvolupar tant a Amèrica del Sud com a la Polinèsia; aquesta i algunes altres coincidències han fet pensar en contactes a través de l'oceà Pacífic, que hauria permès el traspàs de tecnologies i espècies vegetals. Alguns autors han arribat a afirmar l'existència de migracions transoceàniques de grans proporcions, que haurien donat origen a les civilitzacions agricultores d'Amèrica.
L'altre component que defineix una cultura neolítica és la terrisseria; aquesta es va desenvolupar a Amèrica del Nord diversos mil·lennis abans del desenvolupament de l'agricultura, encara que alguns autors han insistit que també que la terrisseria hauria estat importada a través de contactes transoceànics. La terrisseria va ingressar a Amèrica del Sud coincidint amb aquesta, ja que la ceràmica no pot ser desenvolupada ni conservada sinó per pobles sedentaris. Van existir a l'actual Argentina algunes poblacions no agrícoles que van desenvolupar terrisseria, especialment a la regió del Chaco i a la plana pampeana, però en gairebé tots els casos, es tracta de poblacions sedentàries de pescadors.
Els pobles de cultura agroterrissera al territori actualment argentí durant l'època de la conquesta eren: els atacamenys de la Puna; els omaguaques i els ocloyes de l'actual província de Jujuy; els diaguites, que s'estenien des de l'oest de la província de Salta fins al centre de la de La Rioja; els capayans, al sud dels anteriors; els huarpes, a la província de Cuyo; els tonocotés al centre de Santiago del Estero; els sanavirons, al sud dels anteriors; els comechingones, a banda i banda de les serralades de Córdoba; els guaranís, a les costes del riu Paraná des de l'actual Misiones fins al sud de Corrientes, amb grups aïllats situats molt més al sud, al delta del Paraná; i diversos grups parcialment aculturats pels guaranís als marges del Paraná, dels quals el més conegut és el dels timbúes.
La quasi totalitat dels pobles agricultors van ser ràpidament sotmesos a la dependència política, econòmica, social i cultural dels conqueridors, i ja des de finals del segle xvi, el desenvolupament de les poblacions indígenes agricultores va estar lligat a la història econòmica i política de la societat colonial. Els conqueridors espanyols depenien econòmicament de la mà d'obra indígena per a la provisió d'aliments. Les regions on la població indígena no havia desenvolupat l'agricultura van quedar gairebé completament despoblades d'europeus, amb excepció d'una cadena discontínua de ports que proveïen a les zones que comptaven amb mà d'obra indígena. Per la seva banda, els escassos grups d'indígenes agricultors que van aconseguir mantenir-se lliures de la dependència dels blancs van ser vençuts i sotmesos a mitjans del segle xvii. Des de llavors, només uns pocs grups de maputxes i avá guaranís van desenvolupar una agricultura marginal a l'extrem nord-est i el sud-oest del territori; aquests dos grups, d'altra banda, es van establir en l'actual territori argentí amb posterioritat al començament de la conquesta espanyola.

### Migracions i influència cultural
Racialment, la població de l'actual Argentina presentava una gran varietat. D'acord amb els diferents autors, existien en el seu territori entre quatre i set races o tipus racials. Tots els pobles de les cultures superiors pertanyien al grup andí, caracteritzat per la seva baixa estatura, gran desenvolupament del tors respecte a les extremitats i crani braquicèfal. Els guaranís pertanyien a un segon grup, els amazònids, amb alçàries mitjanes, equilibrades proporcions entre el tors i els membres, i cranis braquicèfals; un tercer grup, els patagònids o pàmpids caracteritzats per les seves elevades alçades, poblaven les planes del Chaco, la Pampa i la Patagònia. A l'extrem est i l'extrem sud del país habitaven pobles dels tipus racials làguids i fuèguids, de baixa estatura i complexió petita. Al sud i a l'est dels pobles andins, a Cuyo, Córdoba i Tucumán, hi havia els huàrpids, grup format pels huarpes, els comechingons i els lule-vilela, grups amb característiques intermèdies entre els pobles andins i pampeans. Els dos primers presentaven algunes particularitats; els huarpes eren prims i molt alts, mentre que els comechingones eren un dels pocs pobles americans els homes presentaven barba.
La història de les migracions humanes al Con Sud resulta complexa d'avaluar, atès que s'han analitzat un escàs nombre de restes òssies, insuficients per classificar els tipus racials sense caure dins de la variabilitat pròpia de cadascun. En canvi, es poden avaluar amb major certesa els testimonis dels primers colonitzadors espanyols, que encara que no estaven preocupats per criteris científics, van anotar diferents característiques de la població.
En canvi, les influències culturals són més fàcils de rastrejar; a més dels testimonis dels cronistes de la Conquesta, els estils ceràmics i pictòrics, les tècniques de treball de la pedra, la ubicació i forma dels habitatges, els cultius, les tècniques tèxtils i altres elements tecnològics són fàcilment identificables en cada trasllat d'una ubicació a una altra. De totes maneres, l'aparició en una regió de característiques culturals importades des d'una altra veïna o distant no demostra necessàriament trasllat de poblacions completes, sinó només una adopció de les tècniques. Simètricament, moltes vegades els grups humans que es traslladaven d'un lloc a un altre amb característiques ecològiques diferents adquirien ràpidament tècniques i estratègies que havien provat ser reeixides en el lloc d'arribada.
D'altra banda, en moltes ocasions eren només els guerrers que envaïen territori d'una altra comunitat, destruïen als seus dirigents i defensors i s'apoderaven de les dones, nens i homes no-guerrers. D'aquesta manera es generava una nova societat mixta, amb algunes característiques pròpies dels invasors i altres dels envaïts. En general, la llengua dels invasors s'imposava sobre la dels envaïts.

## Període formatiu
El període formatiu de les cultures de la regió andina i els seus voltants en l'Argentina correspon aproximadament a l'anomenat «Horitzó primerenc» del conjunt de les civilitzacions andines. S'estén des de l'aparició dels primers indicis d'agricultura fins a començaments de l'era comuna.

### Cultura d'Ansilta
El primer poble que va practicar l'agricultura a l'actual Argentina va ser el que va desenvolupar la cultura d'Ansilta, al peu de la serralada dels Andes, a Cuyo. Aquesta es va originar arran de l'arribada d'un poble immigrat des del Norte Grande de Xile (a on potser van arribar poc abans des de la costa del Perú) que es va establir cap a l'any 2000 aC a les conques superiors dels rius Jáchal, San Juan i Mendoza. Després de desplaçar a l'anomenada cultura de Los Morrillos (formada per caçadors nòmades) van desenvolupar una estratègia de subsistència basada en la caça a la vora de les escasses corrents d'aigua, on els animals es veien obligats a proveir-se d'aigua. Establerts en refugis rocosos típics de pobles caçadors, la concentració dels recursos de caça els va permetre assentar-se de manera permanent en llocs precisos, el que al seu torn els va permetre desenvolupar l'agricultura.
Les proves més antigues del desenvolupament de l'agricultura daten del segle ix aC; encara no s'ha establert si l'agricultura ja s'havia desenvolupat sense deixar rastres identificables fins al present, o va ser portada per una segona onada immigratòria. En tot cas, les altres característiques pròpies de la cultura d'Ansilta van romandre molt estables fins al començament de la nostra era; i la pròpia agricultura no va aconseguir superar un nivell de desenvolupament mínim, que resultava marginal com a aportació a la dieta de les poblacions. Al principi conreava quinoa, carabassa i fesols, als quals segles més tard es va afegir el blat de moro. Al llarg del primer mil·lenni aC també van incorporar la terrisseria i el teixit; la primera era d'un estil rudimentari, de parets gruixudes, color uniformement vermell i escassament decorada. No teixien en teler, sinó amb bastidors simples, entrecreuant els fils a mà.
La cultura d'Ansilta es va desenvolupar des del 1800 aC fins al 500. Cap a l'any 50, el poble de la cultura d'Ansilta va començar a ser desplaçat per un poble eminentment agroterrisser, anomenat cultura Punta del Barro, que es va desenvolupar plenament entre els anys 320 i 580. Es desconeix què va passar amb la població de la gent d'Ansilta; si van ser expulsats cap al pla a l'est i sud-est, amb el que serien part fonamental en la formació del poble històric dels huarpes, o bé absorbits pels nouvinguts (possiblement molt més nombrosos).

### Perifèria de la Puna
Una altra regió on es van establir comunitats que coneixien almenys les formes primitives de l'agricultura va ser la Puna, més precisament en coves i ràfecs situats sobre les seves vores oriental i meridional. Les raons per a l'elecció d'aquests llocs semblen les limitacions ecològiques de la Puna pròpiament per a l'agricultura, com el fet que aquests llocs servien de pas cap a terres més baixes i calentes. Entre els llocs primerencs habitats es troben Inca Cueva I i Huachichocana, situades sobre els congostos laterals que s'obren al congost d'Humahuaca, i alguns refugis al nord de La Poma, a l'extrem nord de les valls Calchaquíes. En aquestes coves habitades des de 2000 o 1500 anys aC s'han trobat escasses restes vegetals (fesols i carabasses) que podrien haver estat cultivades allà mateix o portades des d'altres regions; també hi ha restes de llames i vicunyes, que poden haver estat preses de caça o bé caps de bestiar.
Els arqueòlegs solen considerar que la llama (una espècie que no existeix en estat silvestre i que sembla sorgida per efecte de la selecció per criança) va ingressar a territori argentí com a espècie ramadera en aquesta època. No obstant això, investigacions de finals del segle xx al nord de Xile observen que també podria haver-se generat com a espècie domèstica de forma independent a la regió de la Puna. Addicionalment, en alguns llocs també s'han trobat restes de cuis, presumiblement domèstics.
Al lloc d'Inca Cueva, a les capes més antigues d'ocupació, es van trobar tres cossos femenins momificats per dessecació, vestides amb una notablement desenvolupada roba, d'uns 5260±50 anys d'antiguitat. Aquestes restes no estan acompanyades de ceràmica ni de restes de vegetals conreats. El que crida l'atenció és que els cranis no responen a un tipus racial andí sinó més antic, potser làguid (propi de les tribus més primitives del sud de la Amazònia). Això demostraria que les comunitats instal·lades posteriorment, de tipus racial andí, van desplaçar a poblacions més antigues al llarg del tercer o segon mil·lenni aC.

### Cultura San Francisco
A la conca del riu San Francisco (Jujuy) es va desenvolupar des de mitjans de l'últim mil·lenni abans de la nostra era el complex agroterrisser de San Francisco, de vegades anomenat cultura San Francisco. Van ocupar primerament el nord de l'àmplia vall, desplaçant-se gradualment cap a l'oest (cap a les terres altes a l'est de la congost d'Humahuaca) i el sud-oest (la zona de Perico i Palpalá).
Es tractaven de poblacions dedicades a la caça, pesca i recol·lecció, en un ambient especialment generós en la provisió d'aliments (encara una mica més sec i menys selvàtic que en l'actualitat), que els va permetre establir-se en llocs fixos. Allà van desenvolupar una agricultura incipient, sense més ambicions que el complement de les fonts d'alimentació. En canvi, tenien una ceràmica molt desenvolupada, evidentment traslladada des de localitzacions més al nord, possiblement des de territoris avui corresponents a l'actual Bolívia. La qualitat de la ceràmica va anar perdent qualitat a mesura que aquest poble va ocupar noves ubicacions a l'oest i sud-oest.
La seva cronologia roman molt discutida, amb dates molt primerenques per al primer poblament, de vegades tan antigues com el 1500 aC, encara que la major part de les restes trobades són de al voltant del segle i.
Les influències culturals i la successió cronològica d'aquesta cultura no estan prou estudiades.

## Període agroterrisser primerenc
El període agroterrisser primerenc correspon, aproximadament, a l'Intermedi Primerenc de les Altes Cultures andines. La diferència de terminologia es deu al retard de les cultures del sud en els avenços culturals i tecnològics respecte dels Andes centrals. S'estén aproximadament entre els segles i i viii.

### La civilització andina primerenca
El període formatiu de la civilització andina ja portava almenys quinze segles de desenvolupament al Perú quan es va establir fermament a l'actual Argentina.
A mitjans del segle iii aC es van establir simultàniament diversos llogarets en diferents localitats de la regió andina; algunes ubicacions de la Puna, les valls Calchaquíes, la vall de Tafí i altres valls properes a les regions càlides de la Puna i les valls Calchaquíes; la vall de Hualfín i altres regions de l'oest de Catamarca. En tots aquests llocs s'han datat poblats dispersos de cases de pedra circulars o el·líptics, ubicats a les rodalies de petites corrents d'aigua i altiplans on es podien desenvolupar cultius amb aigua de reg provinent d'aquests rierols. Disposaven de ceràmica, criaven llames i conreaven llegums, carabasses, patates i blat de moro.
Es tractava de pobles arribats des de l'actual territori bolivià a la recerca de nous llocs on assentar-se. Van continuar rebent aportacions culturals des del nord, a més de desenvolupar diversos avenços tecnològics i artístics locals. La cultura que van desenvolupar rep diferents noms d'acord amb la zona i a la tècnica terrissaire predominant, però el nom més conegut per al conjunt és el de cultura Condorhuasi. Va començar a desenvolupar-se a partir del segle iv aC i va aconseguir el seu màxim desenvolupament poc abans de desaparèixer al segle vii.
A partir de principis de la nostra era, aquests pobles van aconseguir nous nivells en tecnologia, van començar a utilitzar el cultiu en terrasses escalonades o andens, i es van instal·lar gran quantitat de nous poblats, amb poblacions molt més nombroses, aconseguint algunes d'elles a prop de mil habitants. Alguns d'aquests incorporaven noves formes arquitectòniques, com les cases rectangulars (en molts casos, mig soterrades) i els carrers per circular entre les fileres de cases.
Arqueològicament, el període de la cultura Condorhuasi sol ser dividit pel seu estil ceràmic en les fases «Diable» (200 aC - 200), caracteritzat per una ceràmica formada per atuells globulars i de coll cilíndric, de fons arrodonit i sense nanses, predominantment de color vermellós, groguenc o negrós. La segona fase, «Barrancas» (200-350), presenta gots antropomorfs, zoomorfs i zooantropomorfs freqüentment pintats amb dissenys geomètrics blancs. La fase final, anomenada «Alumbrera» (350-500), es caracteritza pels vasos modelats, amb combinació de colors sobre una pintura vermella en grans recipients de ovoïdals.
Dins del complex cultural Condorhuasi es troben diverses fases o variants culturals. Entre les més primerenques es troba la cultura Tafí (el seu centre estava situat a la vall de Tafí). Per la seva ubicació, és molt probable que complementessin la seva alimentació amb els fruits de la caça, obtinguda a la selva tucumana, a la qual tenien accés immediat; la seva característica més cridanera és la presència de gran quantitat de monòlits de fins a 3 m d'alçaria, anomenats «menhirs», alguns d'ells decorats amb motius en baix relleu.

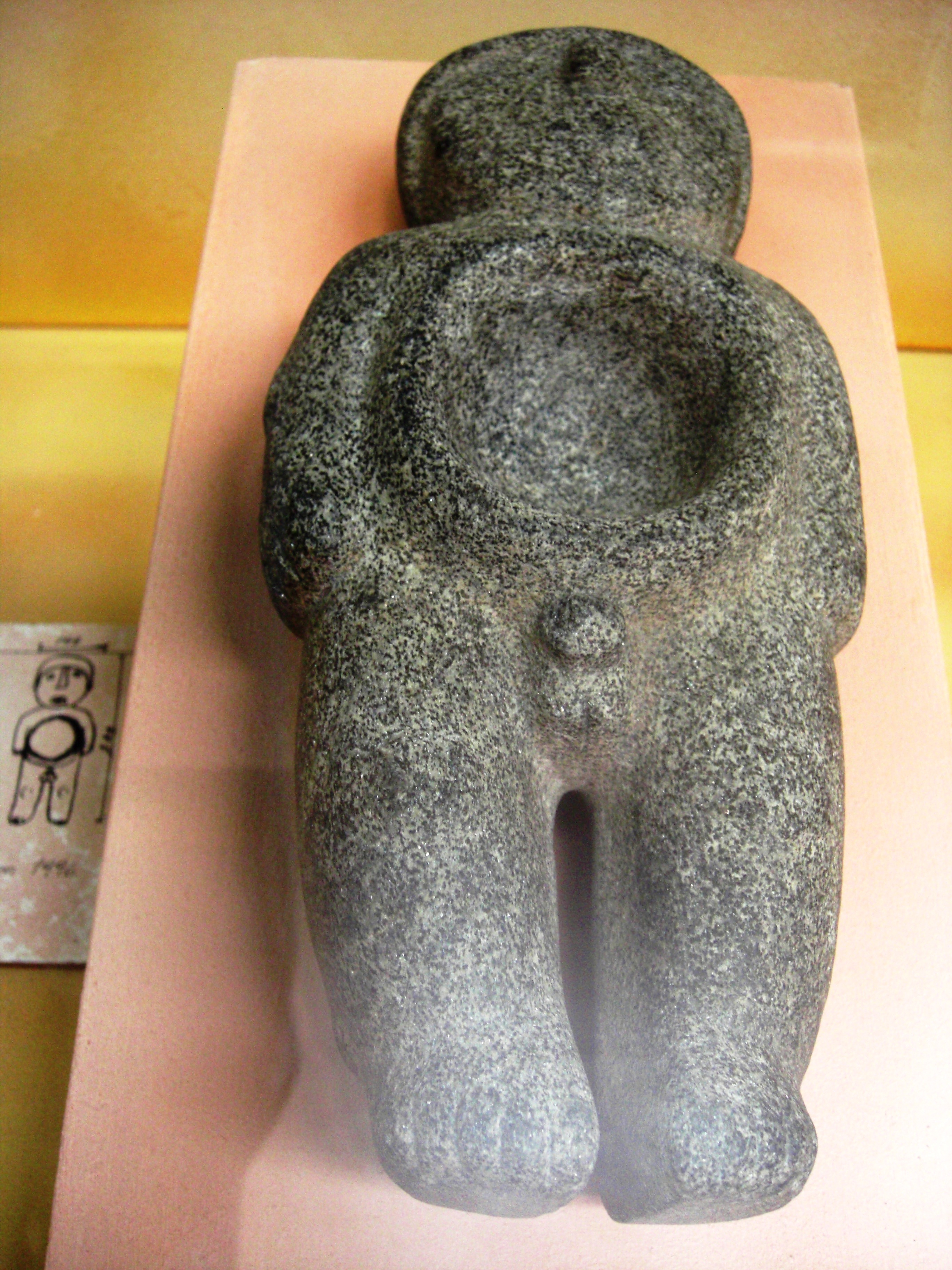
Figura humana de la cultura Condorhuasi, Museu de La Plata
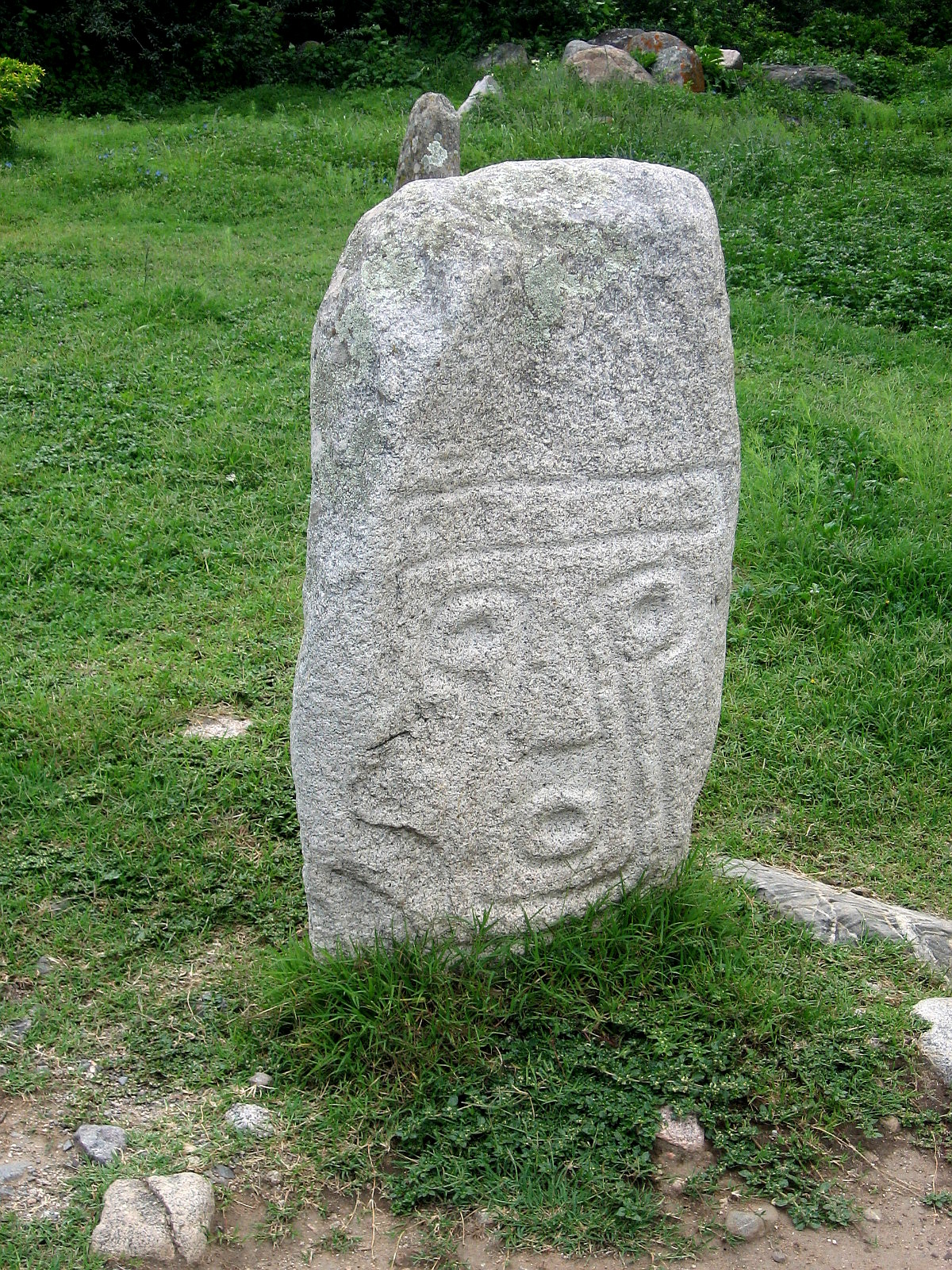
Menhir de la cultura Tafí; actualment a la reserva arqueològica Los Menhires, a El Mollar
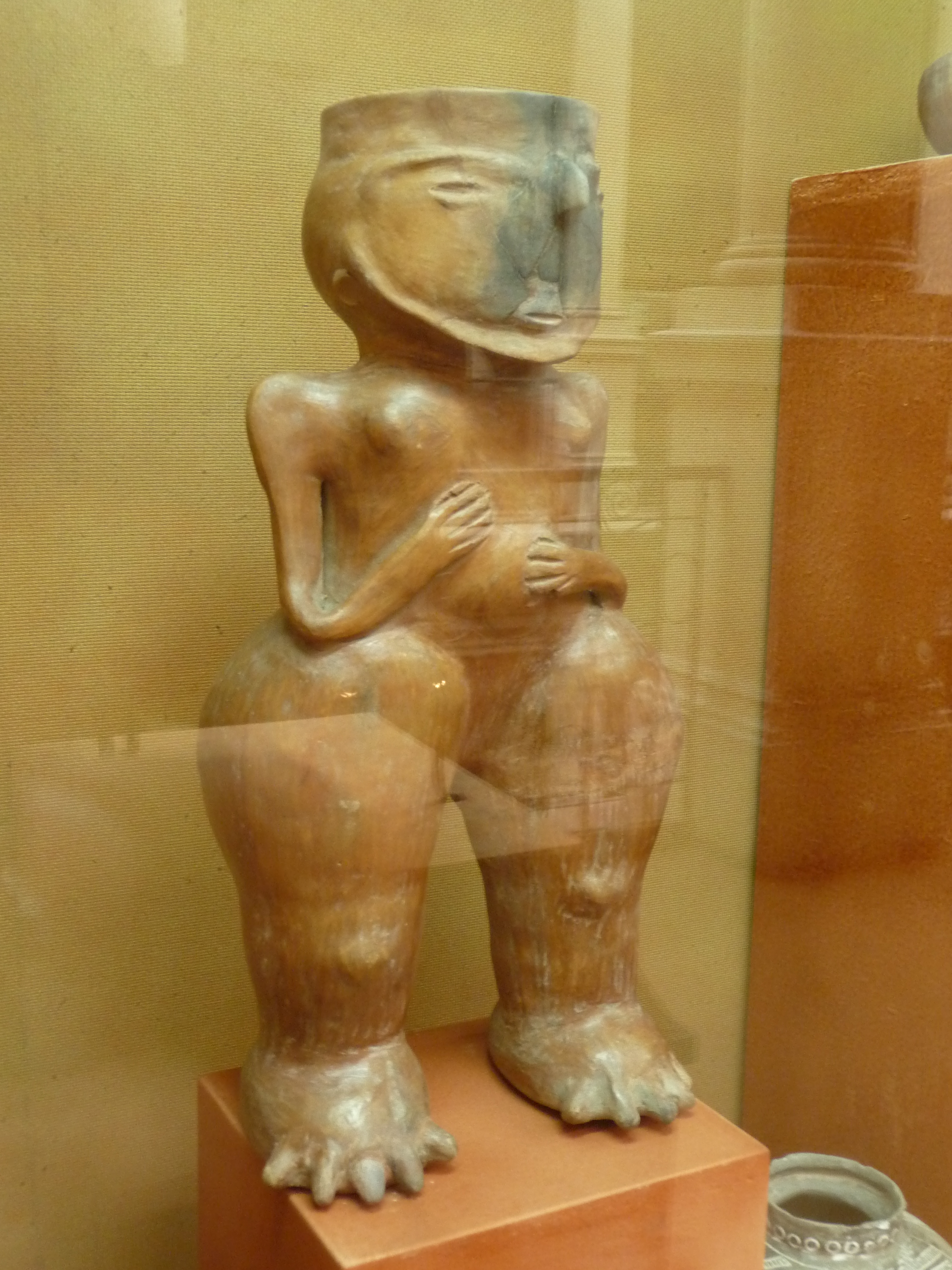
Peça de la cultura de La Ciénaga exhibida al Museu de La Plata

Una altra fase cultural molt primerenca (anterior al començament de la nostra era) és la cultura Vaquerías, a la vall de Lerma, en què es noten influències de la cultura de San Francisco, caracteritzada per gerros semicilíndrics i recipients modelats que representen figures o caps humans pintades amb motius geomètrics, generalment línies en ziga-zaga. La seva ceràmica és polícroma, i s'han trobat restes de peces d'aquest estil en llocs tan llunyans com l'oest de Catamarca, la Puna i les valls Calchaquíes; probablement hagin arribat fins a aquests destins per mitjà del comerç.
Poc més tardana és la cultura de La Ciénaga, amb epicentre a la vall d'Hualfín, a Catamarca, però que s'estenia per nombrosos enclavaments al costat de rius, a la zona semidesèrtica des de les valls Calchaquíes fins al nord de la província de San Juan. Treballaven la pedra amb mestria, produint grans morters amb figures esculpides, gots decorats i fins i tot escultures d'animals sense altre ús que el decoratiu o cerimonial. Van ser els primers pobles argentins en treballar el coure (i en menys mesura l'or i la plata) amb els que van elaborar braçalets, diademes, pinces depilatòries, pectorals i penjolls.
Una fase especialment cridanera del complex agroterrisser primerenc és l'anomenada cultura d'Alamito, que es va desenvolupar entre el 400 aC i el 650, en les proximitats d'Aconquija, a la província de Catamarca. La seva ceràmica era més tosca que la dels llocs Condorhuasi típics, però el que la fa especialment cridanera és l'art en pedra, en què van desenvolupar els «suplicants», figures humanes extremadament estilitzades, sense relació amb cap altre art d'Amèrica, que recorden a l'escultura no figurativa o al cubisme del segle xx.

### Perifèria de les societats andines
La cultura Las Mercedes sembla haver-se format a partir de caçadors-recol·lectors i pescadors que es van establir a la vora dels rius Dulce i Salado, a l'actual província de Santiago del Estero, on la gran varietat de recursos els va permetre formar assentaments permanents. Durant els dos últims segles abans de la nostra era haurien rebut aportacions de poblacions provinents de les regions andines (numéricament inferiors, però amb gran influència cultural) el que els va facilitar el desenvolupament de l'agricultura i la terrisseria. Les tècniques i l'estil de la ceràmica, en particular, van aparèixer sobtadament.
Aquest poble va desenvolupar una agricultura que no formava la base de la seva dieta, sinó que la complementava. Atès que a la regió escasseja la pedra, els habitatges eren de materials peribles. Sí disposaven de suficient pedra (traslladada des de les properes serres de Choya, Guasayán i Ambargasta) per fer amb aquest material destrals, puntes de fletxes i ganivets. La seva ceràmica, amb decoració antropomorfa o zoomorfa, o pintada amb línies rectes, abunda en tots els jaciments.

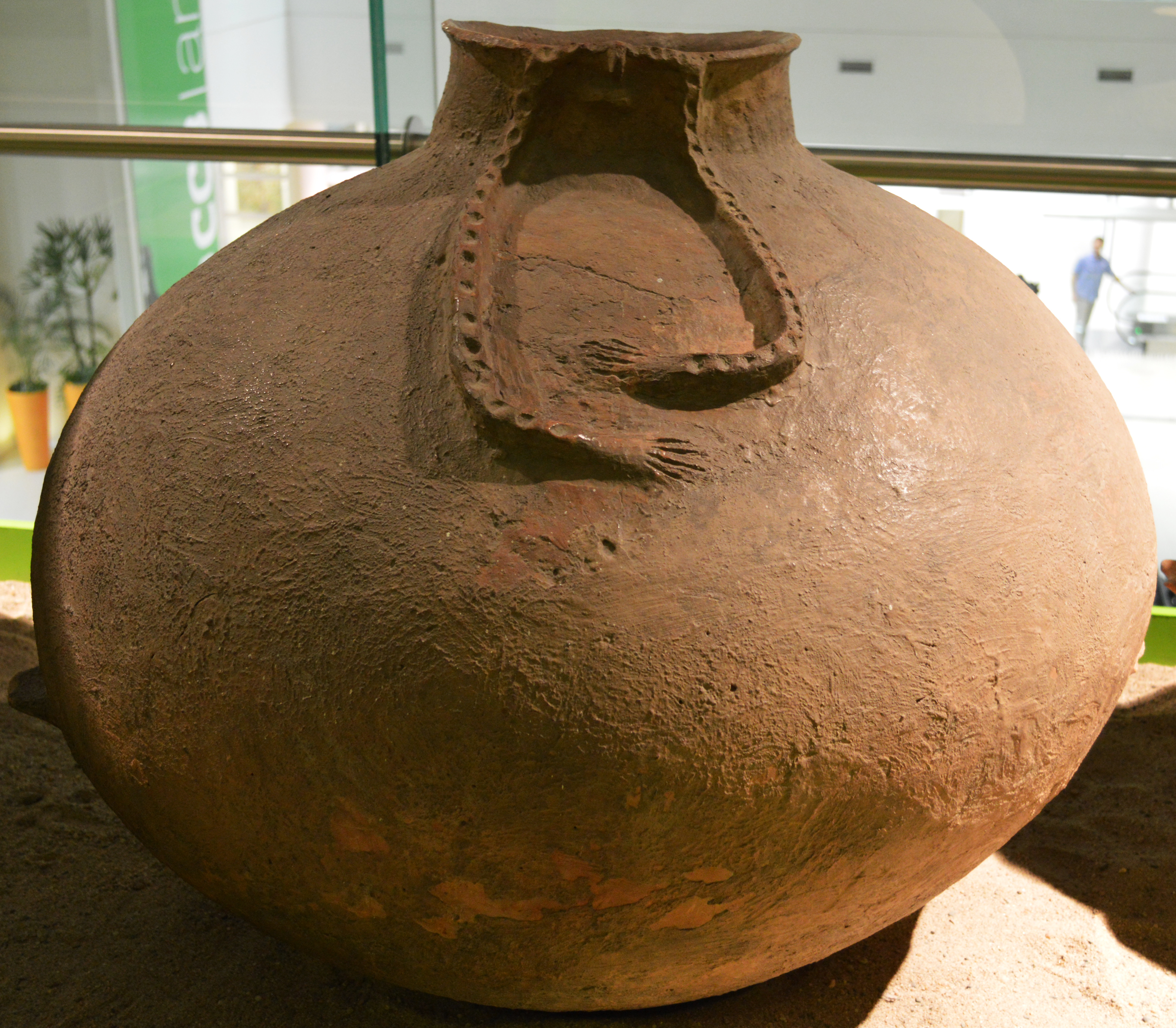
Urna de la cultura Las Mercedes. Museu Wagner, Santiago del Estero
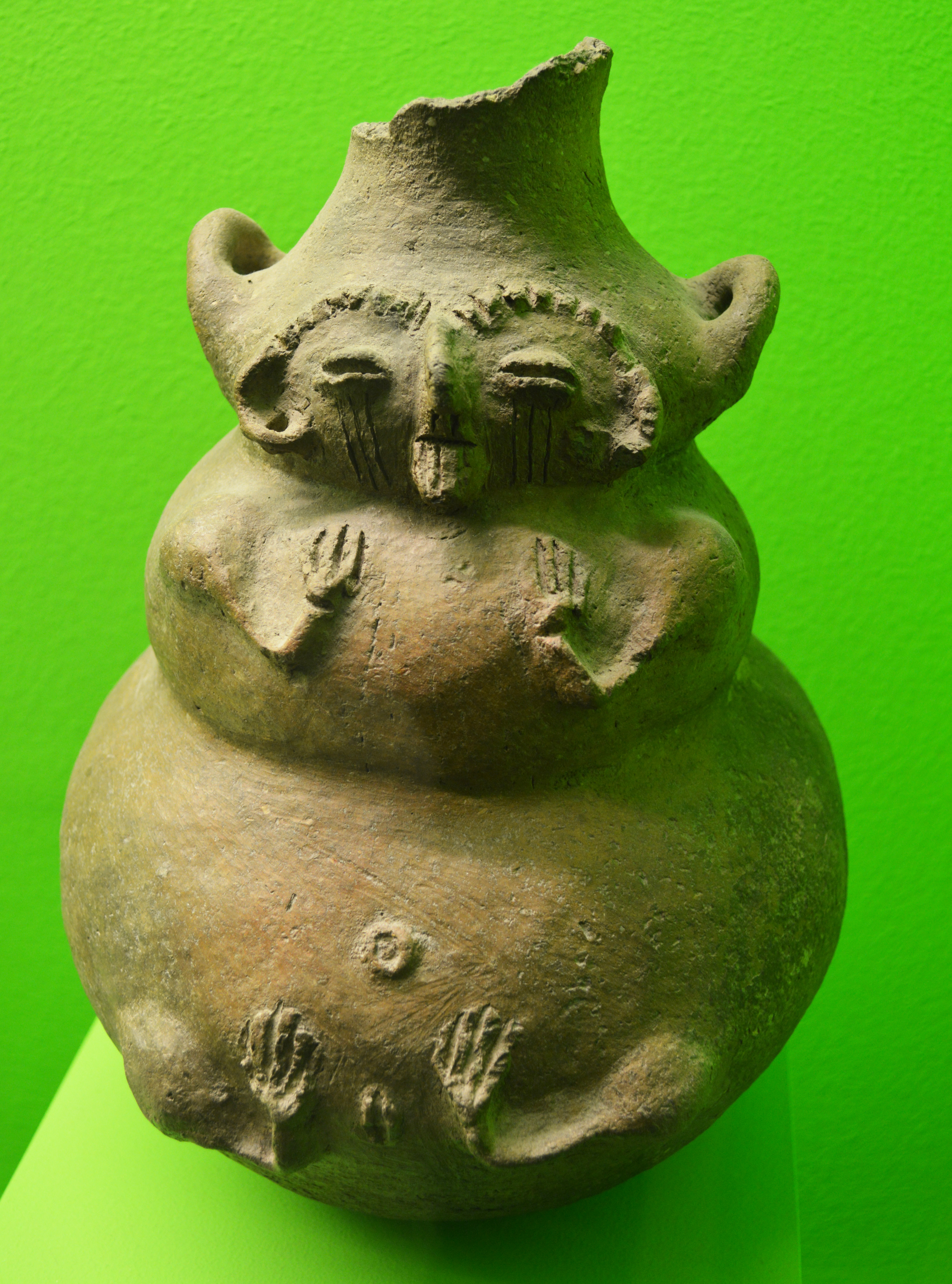
Got escultòric d'ús ceremonial de la cultura La Candelaria. Museu Wagner, Santiago del Estero
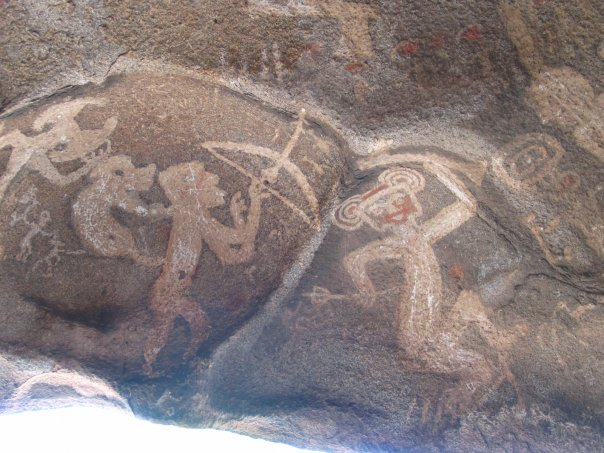
«El Danzarín» (el ballarí), pintura rupestre de cultura La Candelaria, a Icaño (Catamarca)

A mitjans del segle xx es va descobrir un desenvolupament regional (sense proves que hagin conegut l'agricultura) al llarg del riu Bermejo superior, que inclou formes simples de ceràmica, utilitzada per a diversos usos simultanis, entre ells enterraments secundaris; els morts eren enterrats en llocs provisoris perquè la carn es descomponguès, i després l'esquelet era enterrat en urnes. Aquests enterraments secundaris en urnes haurien passat a la cultura San Francisco en les últimes fases, i també a la cultura de Las Mercedes. D'aquesta cultura, a mitjans del primer mil·lenni, aquest costum hauria passat a les cultures andines, encara que aquestes només realitzaven enterraments secundaris de nens, mai d'adults, almenys fins al segon mil·lenni.
Relacionada amb les cultures de Vaquerías i amb els pobles de la cultura de Las Mercedes, la cultura de La Candelaria es va establir al nord de la província de Tucumán i el sud de la de Salta, en una zona que avui està coberta per espesses selves, però que en el segle i tenia una vegetació més esclarissada i espinosa. En qualsevol cas, ecològicament, la zona era molt més fèrtil que les regions típiques de les cultures del complex Condorhuasi, de manera que no van desenvolupar la ramaderia de llames, i el blat de moro va reemplaçar per complet a la patata. Els pobles de La Candelaria van desenvolupar una ceràmica amb menys coloració i més tosca; però a canvi, s'han trobat nombrosos gots escultòrics antropomorfs, d'ús cerimonial. Una característica inusual en aquesta cultura és la presència d'estatuetes d'homes amb barba; atès que aquesta cultura va desaparèixer sense deixar rastres i que els únics indígenes barbats que es van conèixer en l'actual Argentina van ser els comechingones de Córdoba, s'ha especulat que els pobles portadors d'aquesta cultura s'haurien desplaçat cap a les serres de Córdoba abans de l'any 1000.
Si bé La Candelaria i altres subgrups ubicats en zones boscoses al peu dels turons resulten marginals respecte del nucli d'agricultors en ambients semiàrids, tenien una importància crucial pel comerç, el que està demostrat pels atuells aïllats clarament elaborats per la gent de La Candelaria que apareixen barrejades amb la ceràmica local en tota l'àrea de dispersió del nord-oest. La raó és que en aquesta zona (les iungues, des de l'extrem nord de Salta fins a l'extrem sud de Catamarca) es recollien els fruits del cebil, que posteriorment eren exportats a totes les comunitats del nord-oest per al seu consum com a al·lucinògens o enteogens.
A l'extrem sud de la zona d'influència de les cultures andines van tenir lloc alguns desenvolupaments locals, com la cultura de la Punta del Barro, al peu de mont andí de San Juan. Van ser les primeres poblacions de Cuyo que van comptar amb cases de pedra, i les primeres a utilitzar formes primitives de reg. La seva ceràmica i els seus estris de pedra apareixen com a primitius, en comparació amb les cultures superiors situades més al nord.

## Període agroterrisser mitjà
A la segona meitat del primer mil·lenni, les altes cultures andines van arribar a un grau de concentració política i desenvolupament econòmic i cultural sense precedents; la major part de la serra i costa del Perú estava unificada per l'imperi Huari i l'extrem sud d'aquest país i la quasi totalitat del altiplà bolivià unificats per l'estat Tiahuanaco. Si bé tots dos eren unions laxes més que regnes unificats, duien a terme una activa expansió i concentració del poder polític i econòmic, i colonitzaven territoris veïns a gran escala. L'expansió de la gent de Tiahuanaco va generar també el desplaçament de grans masses de població cap al sud, mentre que el prestigi de la seva cultura va causar un alt grau d'emulació en les poblacions de l'extrem nord de l'actual Argentina, arribant aquest procés gradualment fins al extrem sud de les cultures andines, en l'actual província de Catamarca.
El període agroterrisser mitjà en els Andes argentins i la seva perifèria correspon, en les regions centrals dels Andes, a l'anomenat Horitzó Mitjà; s'estén, aproximadament, des del segle viii fins al segle xiii.

### Senyorius del nord
Per diferents raons, el desenvolupament cultural i demogràfic va ser més marcat en el sud de l'àrea de l'agricultura andina que en els territoris més propers a la influència de Tiahuanaco. Tanmateix, també al nord es van produir canvis relacionats amb les noves influències. Al costat de les aldees disperses que caracteritzaven el període anterior, van aparèixer en aquell moment alguns pobles més grans (que els arqueòlegs de vegades anomenen «ciutats») de major grandària i una arquitectura més ordenada. Els poblats més importants es van establir a la vora de rius importants, ja que necessitaven una gran aportació hídrica per sostenir una població creixent.
La producció agrícola i ramadera va augmentar significativament, no només en producció total, sinó també la seva productivitat, pel que sembla a causa tant a millores en les tècniques productives com a millores genètiques en els cultius i el bestiar. Això va generar excedents d'aliments, que van facilitar el comerç a gran escala i l'estratificació social. Si bé no està demostrat que hagin sorgit guerrers especialitzat, sí que és evident la presència d'un grup social privilegiat que es va desentendre de la producció d'aliments i va imposar el seva poder sobre la resta de la població, en part com a caps polítics, però més evidentment encara com a ministres del culte religiós. Al seu torn, la riquesa d'aquests grups va generar una demanda van permetre l'aparició de grups especialitzats en l'elaboració d'objectes sumptuaris, el que va causar l'aparició d'altres grups que també quedaven fora del circuit de producció d'aliments: especialistes en metal·lúrgia, terrissaires de luxe, comerciants i potser teixidors de teixits fins.
Els centres més coneguts i les ciutats més poblades d'aquest àmbit cultural van ser Yavi (costat de l'actual límit amb Bolívia), La Isla (en la congost d'Humahuaca, al costat de Tilcara), i Donzellas (al sud d'Abra Pampa). Pel que sembla van exercir un control intens sobre les poblacions veïnes, però la naturalesa d'aquest control no ha estat encara clarament establerta. Fora de l'Argentina, Atacama exercia el mateix paper sobre poblacions frontereres de la Puna argentina.

### Cultura de La Aguada
Al sud dels senyorius de Jujuy, a les valls Calchaquíes, en tota la província de Catamarca, i en alguns llocs de la província de La Rioja es va formar durant el segle vii la cultura de La Aguada. No es va tractar d'un estat centralitzat, ni tan sols de diversos estats, sinó d'una sèrie de proto-estats, cadascun d'ells formats per diversos llogarets organitzades al voltant d'una «ciutat». Aquesta forma d'organització social ha rebut el nom de «prefectures» o «senyorius», ja que es considera que es van organitzar al voltant d'un cap local (Senyor) que va rebre el seu comandament per herència, i que tenia sotmès al seu poder a la seva capital i a un cert nombre de llogarets. Tanmateix, aquest punt de vista no ha romàs inalterat, i posteriorment es va considerar que el control sobre una regió s'exercia més aviat per mitjà de l'organització al voltant d'un centre de culte religiós.
L'origen de tots aquests canvis sembla estar relacionat amb millores genètiques i tècniques en l'agricultura i la ramaderia, que van generar importants excedents alimentaris, que van permetre l'establiment de castes privilegiades; gairebé segurament grups de poder militar i polític, i amb tota seguretat un «clergat» dedicat a les activitats religioses. Al seu torn, tant els líders polítics com els religiosos van sostenir una artesania per a la producció d'objectes d'ús cerimonial. Per aquesta raó va aparèixer en aquest moment una ceràmica molt més elaborada, com la ceràmica de La Aguada, típicament beix, negra o gris amb un acabat polit, d'aspecte metàl·lic. També es va generar un circuit de comerç d'al·lucinògens, com el cebil (Anadenanthera colubrina). I també de comerç de metalls (coure arsenical i estany), que va permetre el desenvolupament d'una metal·lúrgia del bronze, purament per a ús sumptuari o cerimonial. Les imatges representades en les peces ceràmiques i metàl·liques repetien els mateixos motius: felins, probablement jaguars estilitzats o amb atributs antropomorfs, guerrers i sacerdots en actitud de sacrificar animals o éssers humans.
La urbanització també va patir diversos canvis; els poblats, anteriorment ubicats en els vessants per sobre dels camps sembrats, es van traslladar al fons pla de la vall, al costat del riu, mentre que els sembrats van quedar en els vessants. Si bé la relació no sembla directament causal, aquest procés està lligat a la instauració amb caràcter hereditari de l'estratificació social, que deixava de banda l'antiga igualtat dels membres de les comunitats. Les cases van passar a ser gairebé exclusivament rectangulars, amb parets de dues capes de pedres, amb una capa de terra i pedres entremig. Les cases estan formades per una sèrie d'habitacions que s'obren, moltes vegades a través de galeries amb sostre, a un pati central, on cada conjunt reunia una àmplia família. Les poblacions estaven formades per moltes d'aquestes unitats, connectades sempre per mitjà de carrers, que conduïen cap a les àrees sembrades i les places. En alguns llocs van aparèixer, per primera vegada, escalinates, generalment curtes. Tots els poblats tenien també cementiris. En la major part de les poblacions es van construir sitges o recintes específicament dedicats a l'emmagatzematge d'aliments, principalment de blat de moro.
Les capitals de cada senyoriu són fàcilment reconegudes per l'abundància d'objectes sumptuaris o cerimonials. En moltes d'aquestes capitals es van construir monticles de terra de forma piramidal o cònica, elevats artificialment diversos metres per sobre del terreny. En el cim es trobaria l'altar, on es realitzaven ritus que, a jutjar per les imatges de les ceràmiques i per la presència d'ossos d'animals i humans, incloïen sacrificis d'animals i d'humans. Aquestes capitals haurien concentrat el culte religiós dels pobles de la regió, amb la qual cosa els haurien sotmès (com a mínim) a una dependència en forma de tributs i donatius.
Entre les capitals més conegudes, es poden citar La Rinconada i Choya, a l'est de la serra d'Ambato; Turó La Aguada i Lloma Llarga, al costat de Londres; Batungasta, prop de Tinogasta; i Andalhualá, prop de l'actual Santa María.
Associada a la cultura de La Aguada, fora de la regió seca, es troben dues coves amb pintures rupestres a les rodalies d'Icaño, presumiblement campaments estacionaris de recol·lectors de cebil. A principis del segle xxi es van trobar diverses coves més, conegudes com les coves d'Oyola, també amb pintures rupestres.

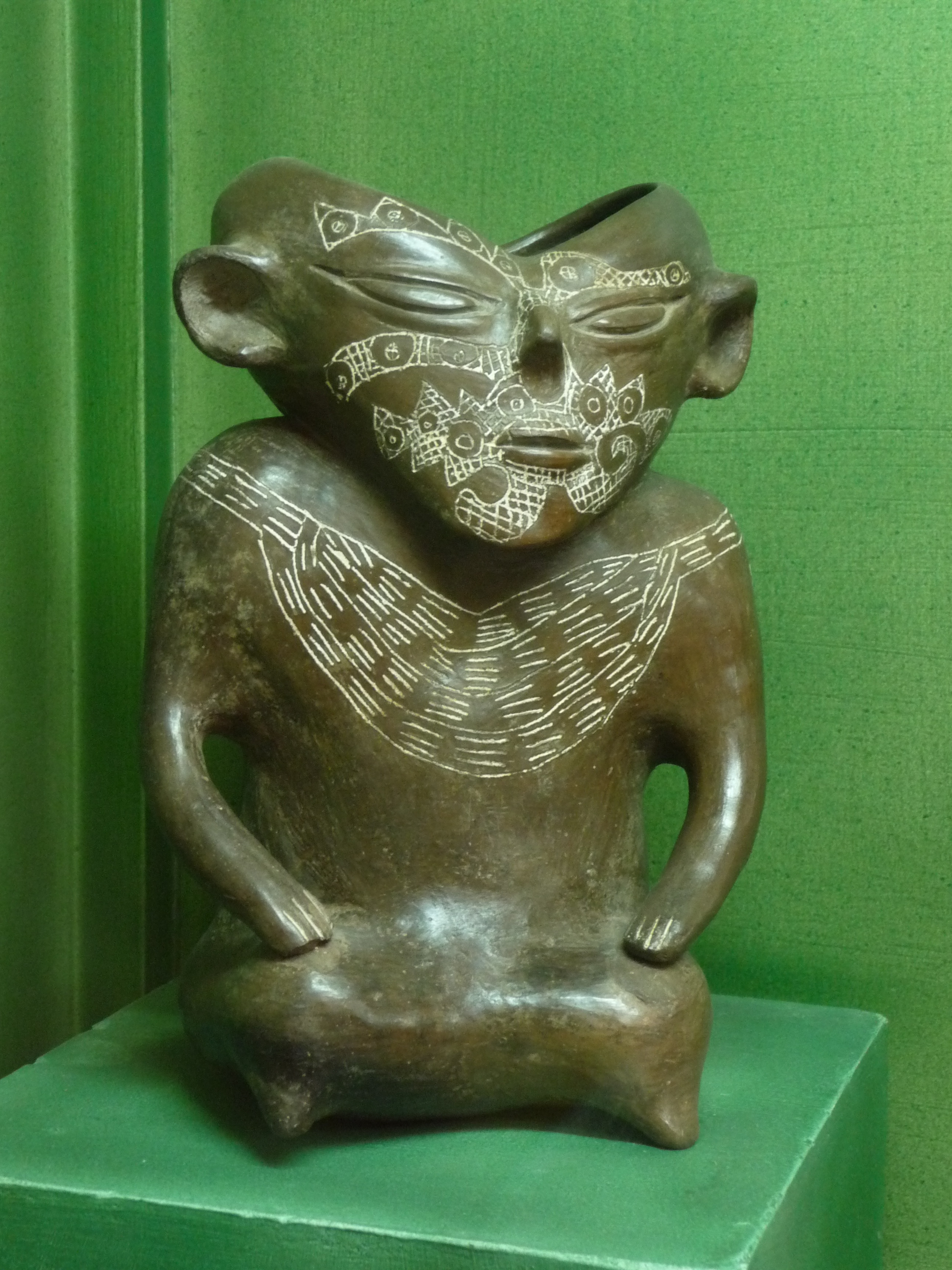
Figura humana de la cultura de La Aguada. Museu de La Plata
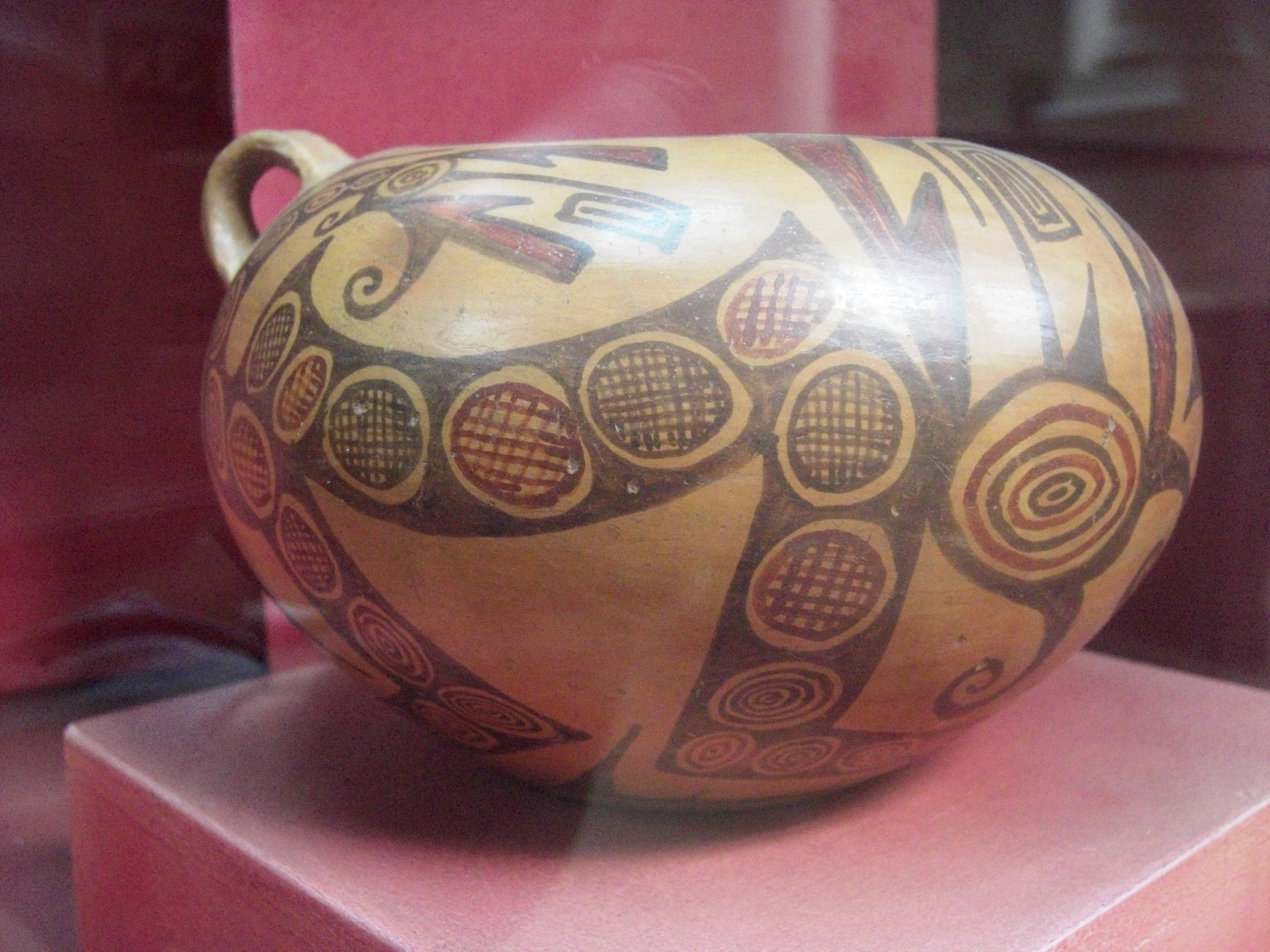
Ceràmica de La Aguada
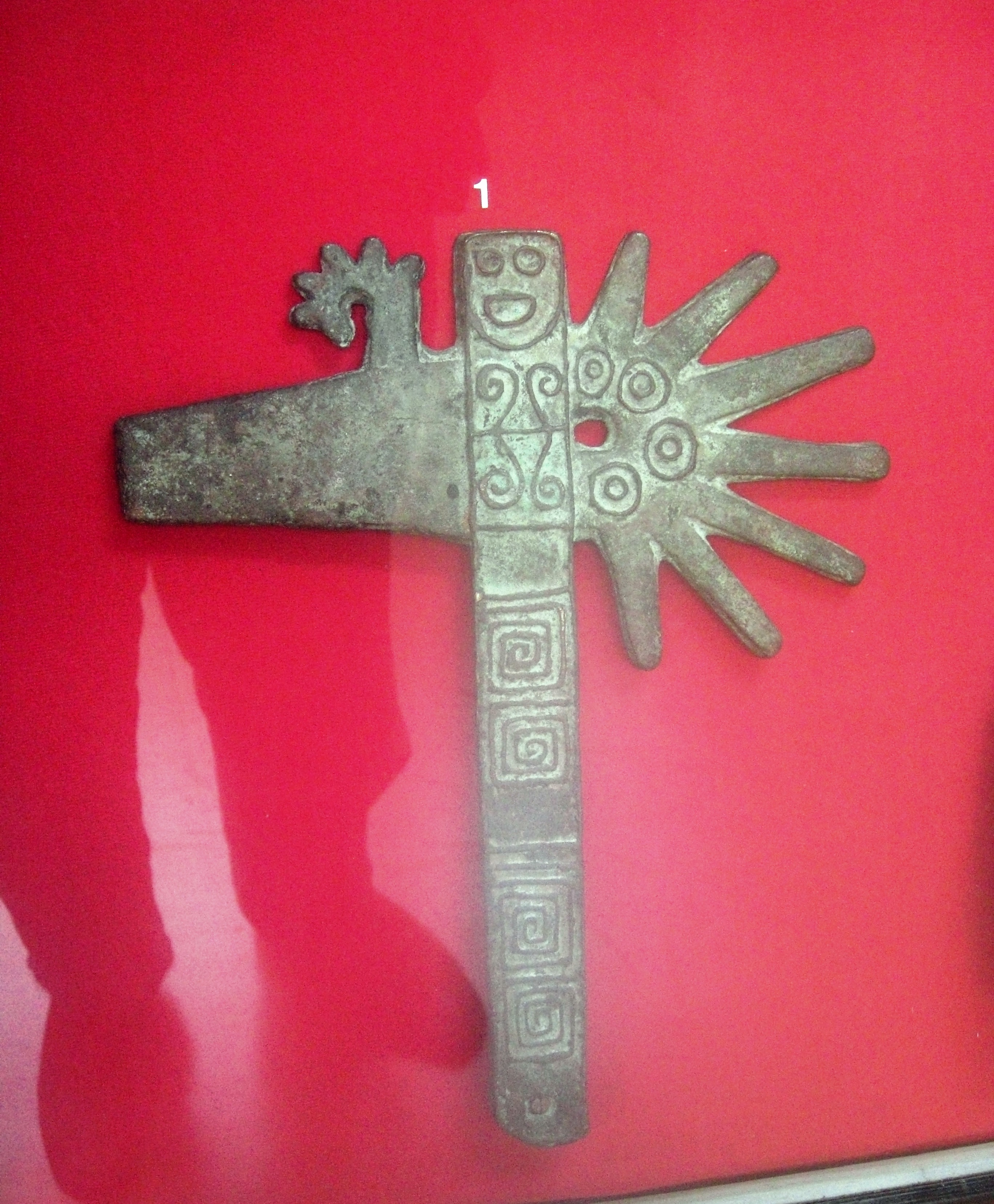
Destral ceremonial

### Desenvolupaments regionals primerencs
Als marges orientals de la regió andina van sorgir variants de les cultures superiors, coneguts com els «desenvolupaments regionals». A la vall de Lerma i a l'extrem sud de la província de Tucumán es van establir nous llogarets en zones planes o de turons. Les poblacions no van aconseguir la mateixa mida que a la regió del congost d'Humahuaca i la Puna, i menys encara que els de la cultura de La Aguada. Aquests llocs no han estat estudiats en profunditat, i els que han estat excavats han demostrat tenir un pobre desenvolupament de la ceràmica i la urbanització. Semblen haver-se relacionat amb les cultures andines a través del comerç, especialment d'al·lucinògens. No s'ha determinat encara si van ser zones de colonització marginal de les cultures andines, o bé restes de cultures anteriors, com els de La Candelaria o Las Mercedes, que es resistien a desaparèixer davant l'avanç dels agressius lules, que en tal cas es s'haurien instal·lat a la regió en aquest període.
Cap a l'any 800, les comunitats de la plana de Santiago del Estero van patir un canvi profund, causat per una immigració massiva de pobladors d'origen amazònic. Les poblacions es van instal·lar a la vora dels dos grans rius de la zona, el riu Dulce i el riu Salado, i les cases es van construir sobre monticles artificials de terra, per lliurar-les de les riuades dels dos rius. Els cultius van passar a les valls d'inundació, formades per diverses lleres antigues dels rius, paral·leles a la llera més nova; aquestes lleres eren periòdicament inundades, i la construcció de terraplens permetia conservar un temps més l'aigua, per sembrar sobre l'aigua baixant. El sistema de cultiu (semblant al de l'antic Egipte) era típic de certes regions baixes de l'Amazònia, o de les planes intertropicals a l'est de les iungues del Perú i Bolívia.

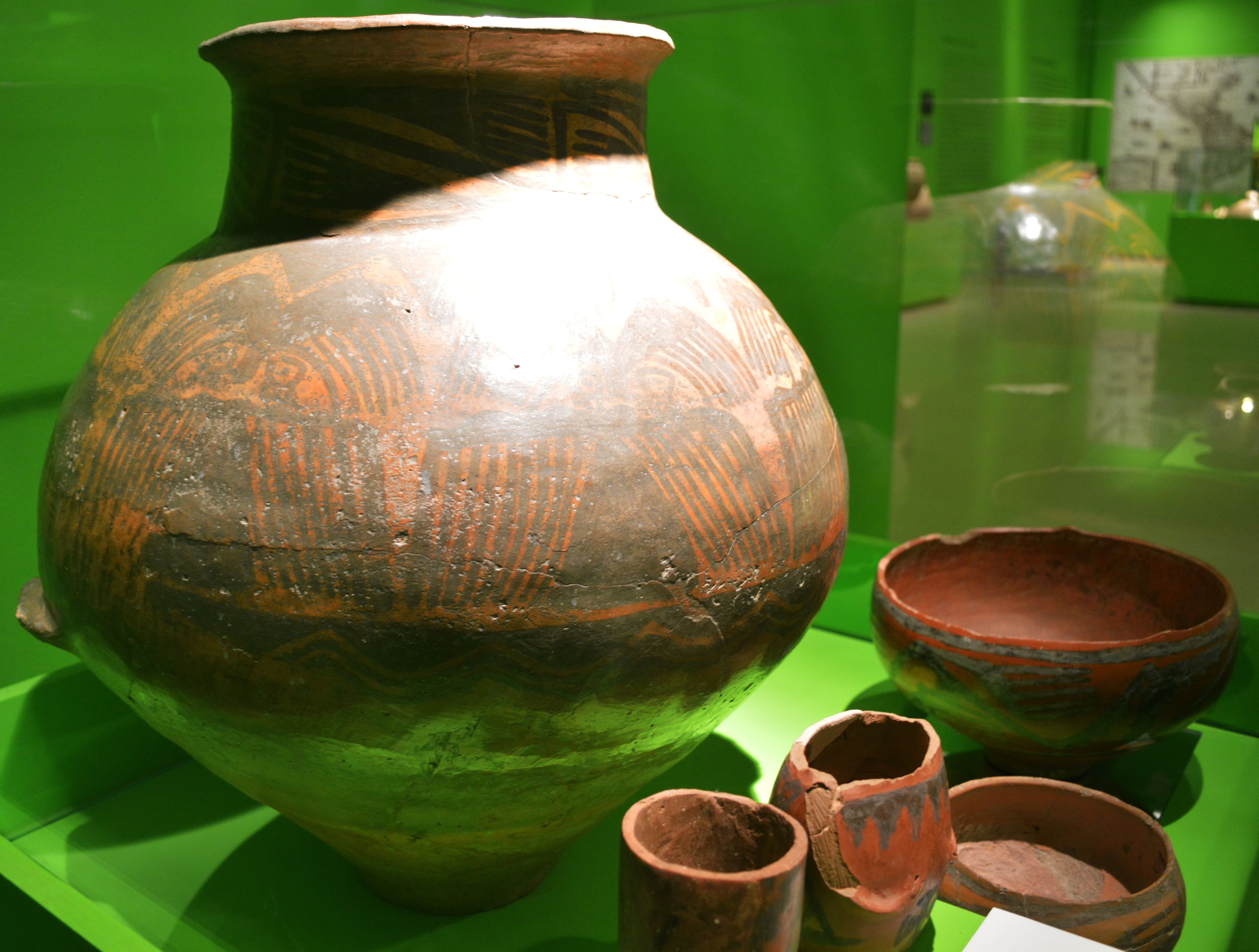
Atuells de la cultura Sunchituyoc, amb decoració negra sobre vermell. Museu Wagner, Santiago del Estero

Aquests canvis van donar lloc a l'anomenada cultura Sunchituyoc, també anomenada «fase Las Lomas» pels autors que rebutgen una separació neta amb la fase següent. Al costat d'aquests canvis s'introdueixen altres en la terrisseria i les eines de pedra, apareixent nous estils i formes. Fins i tot fora de l'abast dels rius, a les serra de Choya i Guasayán i a les planes del Chaco al nord-est de la província, les poblacions van adoptar aquests nous estils ceràmics i en la indústria lítica. El mestissatge entre els pobles originaris de la regió (de tipus racial possiblement andí) amb les noves poblacions amazòniques va donar lloc als pobles que més tard serien coneguts com a tonocotés  (que els primers conqueridors espanyols els van anomenar «juríes») i els sanavirons. Aquests últims van aparèixer alguns segles més tard, amb característiques pròpies: una llengua diferent, menor adaptació al medi fluvial, ocupació de les serres del sud de Santiago del Estero i bona part del nord cordobès.
Una observació geogràfica important és que els jaciments arqueològics del nord de la província de Santiago del Estero estan situats entre 30 i 70 km a l'est del curs actual del riu Salado, per la qual cosa es pot deduir que en aquesta època el curs d'aquest riu es desviava cap al sud-est a l'altura del límit amb la província de Salta, dirigint cap a la zona de Campo Gallo, per després girar en direcció sud-oest, adoptant la llera actual a partir de la localitat de Suncho Corral.
La regió de «La Frontera» de Salta (Metán, Rosario de Lerma i La Candelària) i la regió nord i centre de la província de Tucumán van quedar buides de poblacions urbanes. Això pot causa de la incapacitat dels seus ocupants originals per adaptar-se al avanç de la selva tancada on abans hi havia boscos espinosos, o bé l'ingrés de pobles caçadors agressius. No obstant això, els cronistes solen identificar els habitants de la regió de La Frontera al segle xvi com a territori dels tonocotés, encara que les restes arqueològiques no donen suport aquestes afirmacions. Sí, en canvi, eren tonocotés els habitants de la plana del Chaco immediatament a l'est del riu Salado superior, on va ser fundada la primera ciutat d'Esteco el 1567; a principis del segle xvii, aquesta ciutat va ser traslladada a La Frontera causa de l'atac d'indígenes tobas i wichí, de manera que probablement aquestes poblacions indígenes també es van instal·lar a la nova ubicació.
Al sud de la zona d'influència de la cultura de La Aguada van sorgir dos desenvolupaments regionals independents; al peu dels Andes de Cuyo es va desenvolupar la cultura Calingasta, directament relacionada amb els pobles de La Aguada, encara que sense el seu desenvolupament ceràmic ni urbà. La caça continuava sent una activitat central, tot i que l'agricultura amb reg va millorar les seves tècniques. Es van destacar especialment per les seves tècniques tèxtils, basades en un treball acurat de la llana.

### Adopció de l'agricultura a Cuyo i Córdoba
Més al sud encara, a la segona meitat del primer mil·lenni, a les conques mitjanes dels rius Mendoza i Tunuyán, a la regió plana de Cuyo, els huarpes van adoptar per primera vegada l'agricultura, sembrant blat de moro, fesols i carabasses, durant l'anomenada cultura d'Agrelo. No hi ha consens en la qüestió de si van incorporar la ramaderia, però sí que és segur que van continuar tenint una forta activitat caçadora i de pesca. Les cases es van construir de tova en lloc de pedra, i la ceràmica apareix com a molt inferior a la de les regions del nord; encara que, si bé desconeixien la tècnica del polit, van intentar imitar-la allisant la superfície de les peces. En canvi, la conca inferior del San Juan va estar poblada per poblacions marginals del grup La Aguada.
Poc després que en Ansilta, al sud de l'actual província de Mendoza ja en els últims segles abans de Crist, es trobaven poblacions arribades des de l'occident dels Andes, que coneixia la ceràmica. Als primers segles de la nostra era van adoptar les formes inicials de l'agricultura, incorporant el cultiu del blat de moro, els fesols, les carabasses i la quinoa. Les llavors es conservaven en cistells de fibra vegetal o de cuir. Poc més tard van incorporar un teler primitiu i les primeres construccions, molt senzilles, en pedra. Aquest desenvolupament local va tenir una evolució molt lenta, sense que posteriorment hagin desenvolupat una cultura comparable a les dels Andes centrals, i lentament el nord de la província de Mendoza va superar a les conques del sud.
També a les Serres de Córdoba, les poblacions huàrpides van començar a explotar una agricultura i ceràmica elementals en la primera meitat del primer mil·lenni. Van incorporar el blat de moro, les carabasses i fesols, però la base de l'alimentació seguia sent la caça i la recol·lecció. Les seves tècniques de cultiu van millorar sensiblement durant la resta del mil·lenni, sostingudes no pel reg (que desconeixien gairebé del tot) sinó pel cultiu simultani de predis en diversos nivells ecològics, per a disminuir els riscos per tempestes, sequeres o gelades. Les poblacions estables es combinaven amb campaments temporals, on s'establien per conrear, recollir fruits, caçar i reunir pedres per al seu ús com a puntes de fletxa, llaços amb boles i ganivets.

## Pobles agrícoles al litoral fluvial

### Els guaranís

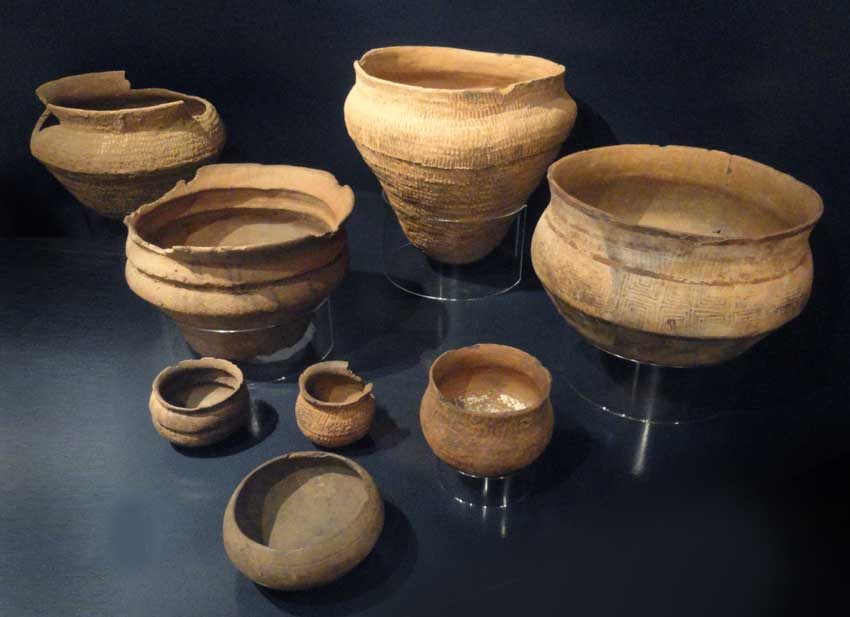
Ceràmica tupí-guaraní de Río Grande del Sur

Els guaranís eren de tipus racial amazònic, provenien originalment de la conca baixa del riu Amazones, i pertanyien al mateix grup que els tupís de l'interior del que actualment és Brasil, dels que s'havien separat pocs segles abans de la nostra era. Van ingressar al territori que actualment és part del Paraguai a mitjans del primer mil·lenni de la nostra era, i a partir del segle ix van tenir els seus primers assentaments en el que en els nostres dies és territori argentí, a les costes del riu Paraná de la província de Misiones i el nord de la província de Corrientes, ocupant aquestes dues subregions gairebé del tot en el mil·lenni següent. Sobre el marge dret del riu Paraná van avançar fins al sud de la província de Corrientes, i sobre la marge dreta del riu Uruguai ho van fer fins al riu Guaviraví (al sud de l'actual Yapeyú) que al segle xvi marcava el límit amb els yaros, un poble caçador-recol·lector, els que ocupaven gran part de l'interior del que avui és la província de Corrientes i el nord d'Entre Ríos. El eficaç sistema de producció d'aliments dels guaranís, basat en la tala i artigatge, els permetia aconseguir densitats de població molt més grans que les dels dispersos yaros, de manera que per al moment de la conquesta espanyola encara els estaven empenyent cap al sud.
En general, la ceràmica estava decorada només amb incisions fetes amb els dits o les ungles, sense colors ni figures adossades. Enterraven els seus morts en grans urnes. Les seves eines i armes eren generalment de pedra, excepte en les zones més allunyades dels altiplans, en què aquesta era parcialment reemplaçada per ossos. Coneixien l'arc i la fletxa, la macana i els llaços amb boles.
Un despreniment dels guaranís formaria, ja al segle xvi, el poble avá guaraní (a qui els inques en el seu idioma, el quítxua, insultaven anomenant-los «chiriguanos», nom que va ser utilitzat per fonts argentines i bolivianes fins a finals del segle xx) per mitjà d'una migració massiva des del litoral fluvial a les iungues del sud de Bolívia i del nord de l'Argentina. Aquests grups migrants haurien sotmès i absorbit a una població anterior, també d'origen amazònic, conegut com els chanés. Els relats de cronistes espanyols del temps de la Conquesta han portat a molts autors a pensar que el seu origen estaria exclusivament relacionat amb una expedició guiada pel portuguès Aleixo Garcia el 1522, i algunes altres expedicions posteriors, com la de Ñuflo de Chaves el 1557. No obstant això, probablement les emigracions guaranís hagin començat poc temps abans (amb prou feines algunes dècades) i continuat després, fora de la vista dels conqueridors.

### Estratègies d'ocupació de l'espai

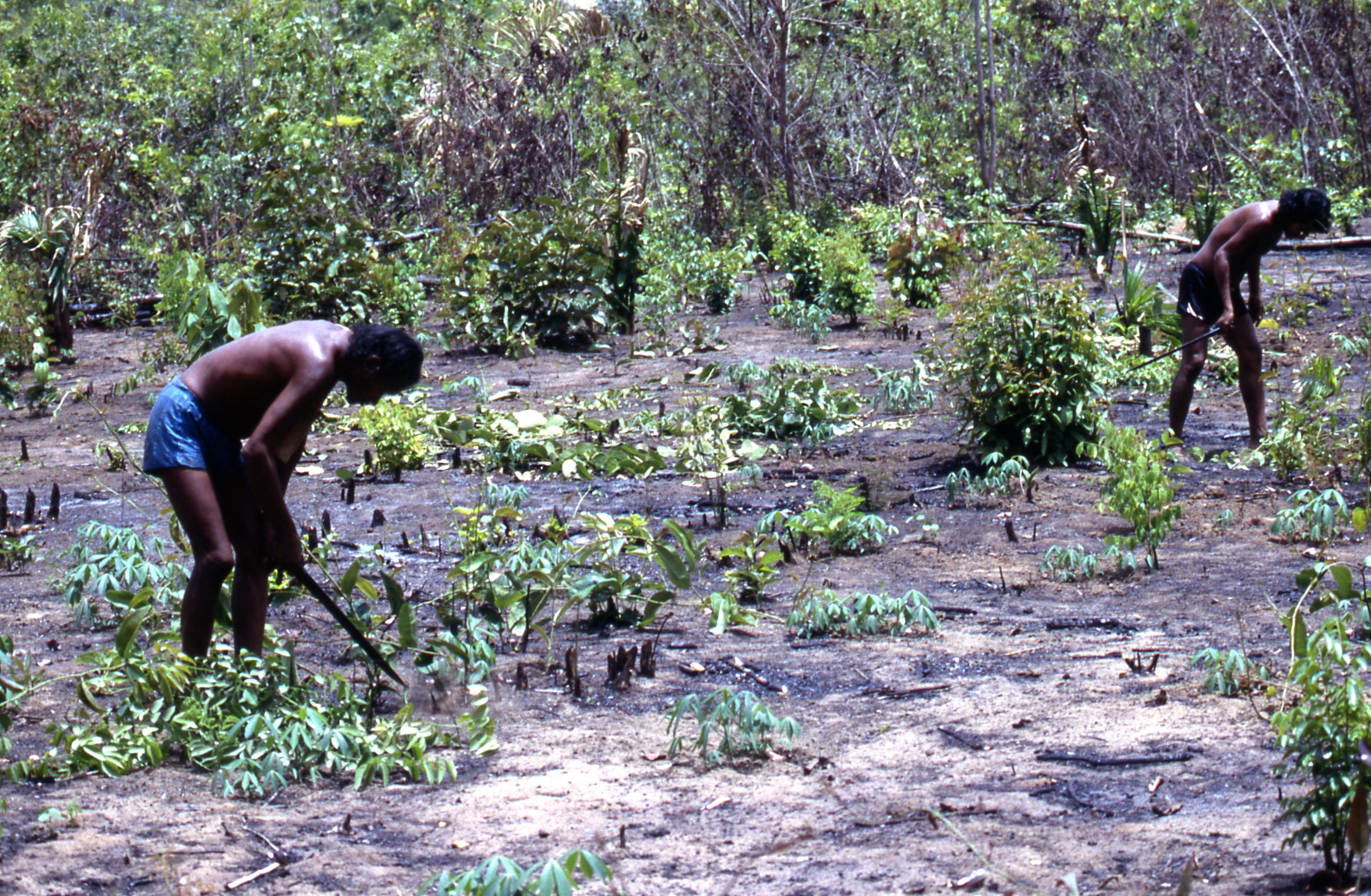
Indígenes acabant de preparar un terreny per al seu cultiu, després de la tala i artigatge.

El concepte central de l'univers espiritual dels guaranís és la «Terra Sense Mal», i la seva recerca els empenyia a fer trasllats periòdics. A l'establir-se en un lloc, cada clan talava i artigava la selva, conreant a continuació la terra i formant un poblat. Si el lloc estava mal triat, «el mal» es presentava ràpidament, en forma d'inundacions, animals perillosos, guerrers enemics, epidèmies o males collites, en aquest cas el clan tornava a mudar-se cap a un altre costat, a la recerca de la «terra sense mal». Però, encara si el lloc fos segur, «el mal» acabaria per presentar amb el pas del temps, quan la fèrtil terra producte de l'artigatge s'esgotés. Una mala collita marcava el moment de tornar a mudar-se a la recerca de la «terra sense mal», en la qual es pogués produir molt menjar indefinidament. Aquesta manera de vida els va convertir en un poble en continu creixement i expansió.
No obstant això, en l'actual Paraguai, els guaranís eren sedentaris; construïen grans cases comunes, que reunides formaven grans llogarets. El més important d'aquests llogarets va ser el de Lambaré, i la seva producció d'aliments seria suficient per garantir durant dècades la subsistència de la ciutat d'Asunción, fundada molt a prop d'ella.
Els guaranís conreaven blat de moro, mandioca, moniato, cacauet, i diverses classes de fésols i carabasses, bases de la seva alimentació. Conreaven també el mate amb que feien els seus recipients, el cotó, amb el qual feien les seves hamaques i es vestien (encara que la major part del temps anaven nus) i la bixa (Bixa orellana) amb què pintaven els seus cossos. On disposaven d'ells (especialment a la selva missionera) recol·lectaven també grans quantitats de pinyons d'araucàries i fruits de diverses palmeres i del garrofer; fora de l'actual territori argentí, a Paraguai i l'extrem sud de Brasil, recol·lectaven herba mate, que consumien com a infusió, i que era un de les principals mercaderies amb què comerciaven. No tenien ramats, però la regió que ocupaven era rica en caça i pesca, i practicaven també el canibalisme.
Formaven usualment clans de nombroses famílies, i habitaven cases de troncs i palla (anomenades «oga») densament agrupades, o bé construïen per a una única gran casa rectangular subdividida internament («maloca»), que albergava la totalitat de les famílies que formaven el clan. A cada mudança, el clan es traslladava complet, abandonant l'assentament anterior.
Gran part de la seva expansió es va deure a la seva capacitat per aprofitar els grans rius per a la navegació. Construïen canoes de grans dimensions, anomenades «ygabas»; es construïen d'un sol tronc buidat, i amb elles podia traslladar una família completa amb tots els seus estris, i fins i tot de vegades amb el foc encès a bord. Servien per pescar, traslladar-se a caçar o recol·lectar fruits, i també per a les migracions. Els clans es mudaven per mitjà de flotilles de canoes que baixaven pels rius.

### La guaranització del litoral fluvial
Les planes a l'oest del riu Paraná estaven ocupades per caçadors de tipus racial pampeans-patagons (guaycurús i querandís), i la Mesopotàmia era habitada per altres grups, també caçadors-recol·lectors, com els yaros i xarrues. Mentrestant, des del segon mil·lenni aC, la costa del riu Paraná, dels rierols i illes que formen pràcticament la totalitat de la plana al·luvial del mateix eren habitades per pobles navegants, especialitzats en la pesca i en la caça d'aus, rèptils i mamífers d'ambient aquàtic. La identitat racial d'aquests grups no és segura, i probablement hagi estat d'origen mixt, amb considerables diferències entre els pobles del nord i del sud de la regió. Racialment, semblen haver estat del tipus pampeans-chaqueny.
S'han identificat algunes influències culturals d'origen amazònic, presumiblement de pobles arauacs, en els estadis primerencs d'aquests pobles; encara abans de desenvolupar l'agricultura, ja disposaven de ceràmica, si bé tosca i d'ús estrictament domèstic. Posteriorment, a partir de l'any 1000, es fa evident que la influència més dominant és la dels guaranís, que començaven a colonitzar terrenys al llarg dels rius, i les característiques culturals són típicament guaranís; una ceràmica de més qualitat, dedicada no només als usos diaris sinó a l'enterrament secundari dels morts (els ossos eren pintats d'ocre abans de sepultar-los) i a usos cerimonials. En els jaciments abunden les «campanes» de ceràmica, que comptaven gairebé sempre amb decoracions especials, que representaven caps d'aus, de mamífers i fins i tot caps humans; el seu ús específic no ha pogut ser determinat pels arqueòlegs. Addicionalment, s'han trobat puntes de fletxa obtingudes per pressió i canoes monòxiles, que fan la influència guaraní més que evident.
Des de la confluència dels rius Paraná i Paraguai, els mepenes ocupaven la costa chaquenya, mentre que els mocoretaes vivien a la banda de Corrientes i el nord-oest d'Entre Ríos; aquests últims van ser responsables del desplaçament dels yaros a l'interior del territori. La influència guaraní en aquesta regió és evident. Alguns cronistes han esmentat que s'alimentaven no només del producte de la pesca, la recol·lecció de mel i de fruits de garrofer, i la caça d'aus i mamífers (tots ells omnipresents en tot aquest grup) sinó d' «arròs», sense determinar si era conreat o silvestre. En tot cas, es tractaria d'alguna varietat de gramínia que no ha pogut identificar. L'agricultura era molt escassa en aquesta regió. La seva llengua és desconeguda, però és possible que fos una variant de les llengües guaicurues.
Al sud d'aquests, es trobaven els quiloazas, calchins, corondas, timbús i carcaráes. Tots aquests grups havien incorporat un major ús de l'agricultura, però la influència guaraní a ells era menor. La ceràmica era molt diferent de la dels guaranís, i desconeixien per complet les cases comunals, que eren reemplaçades per barraques ocupades per famílies nuclears. Aquests pobles van ser molt detalladament descrits pels cronistes espanyols, que esmentaven el cultiu del blat de moro, carabasses i fésols, l'abundància de peix, i l'ús culinari del greix de peix. Anaven vestits de mantells fets amb pells, especialment de llúdries, i usaven tapalls de cotó, l'únic ús que donaven a aquesta fibra. Pescaven amb xarxes i caçaven amb arpons d'os, ajudant-se amb propulsors. Com a adorn, els homes usaven el tembetà al llavi inferior, que compartien amb els pobles de la regió del Chaco i amb els guaranís. La seva llengua sembla del grup de les llengües xarrues.
Més al sud encara, sobre el delta del Paranà, i estenent-se cap a les costes del riu de la Plata, es trobaven els chanduls (també anomenats «guaranís de les illes»), els mbeguaes i els chaná-timbús. Aquests pobles estaven molt més influïts per la cultura guaraní, i és possible que hagin estat més de tipus racial amazònic. Per al segle xvi, els guaranís havien superat en el seu avanç l'àrea d'expansió dels pobles litorals i havien arribat al delta i al riu de la Plata. L'agricultura estava gairebé completament absent, però a canvi eren eximis pescadors, navegants i ceramistes. La seva llengua era una variant de l'idioma guaraní.

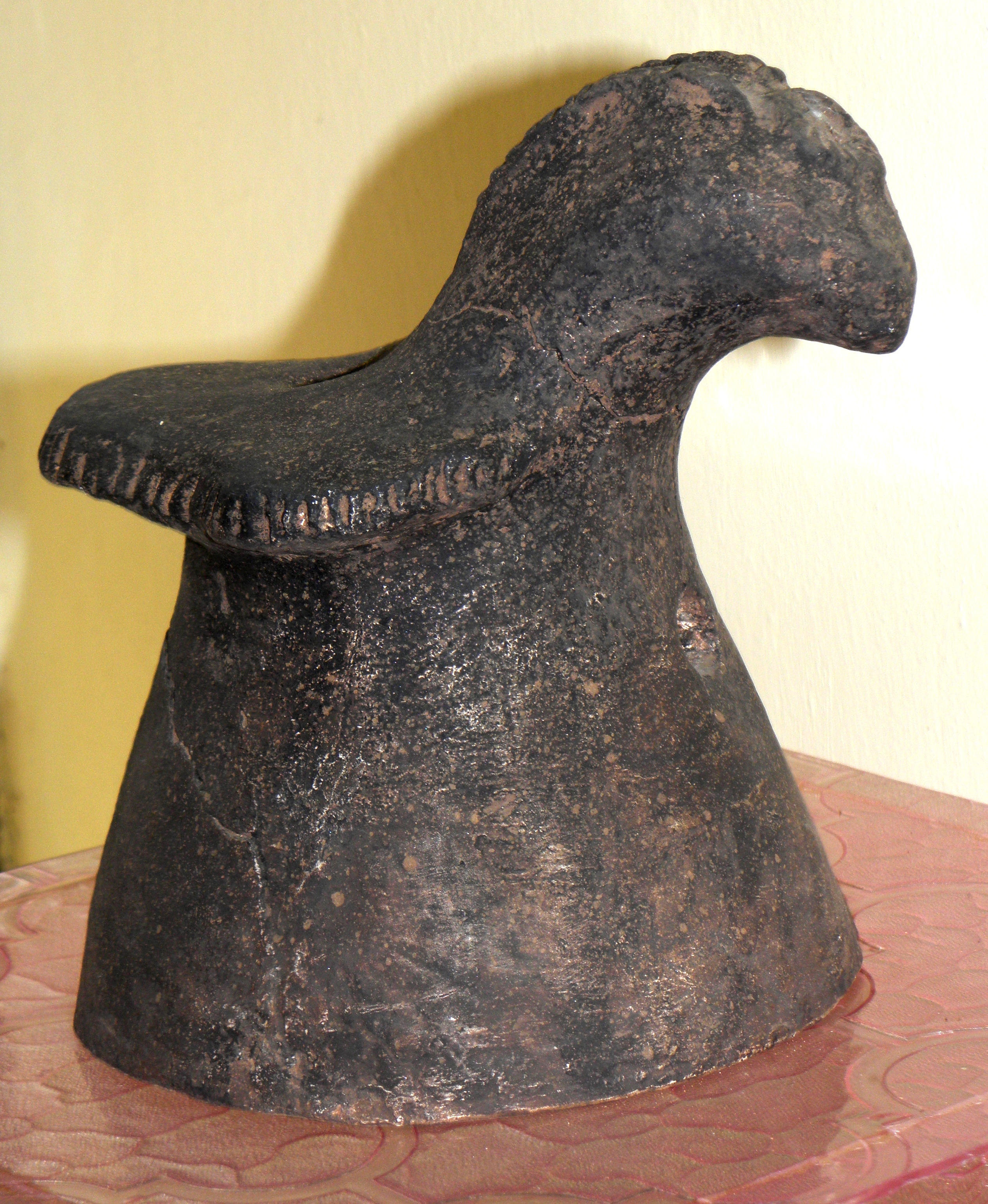
Ceràmica en forma de campana amb apèndix en forma de cap de lloro. Museu Municipal Profesor Roselli, Nueva Palmira, Uruguai
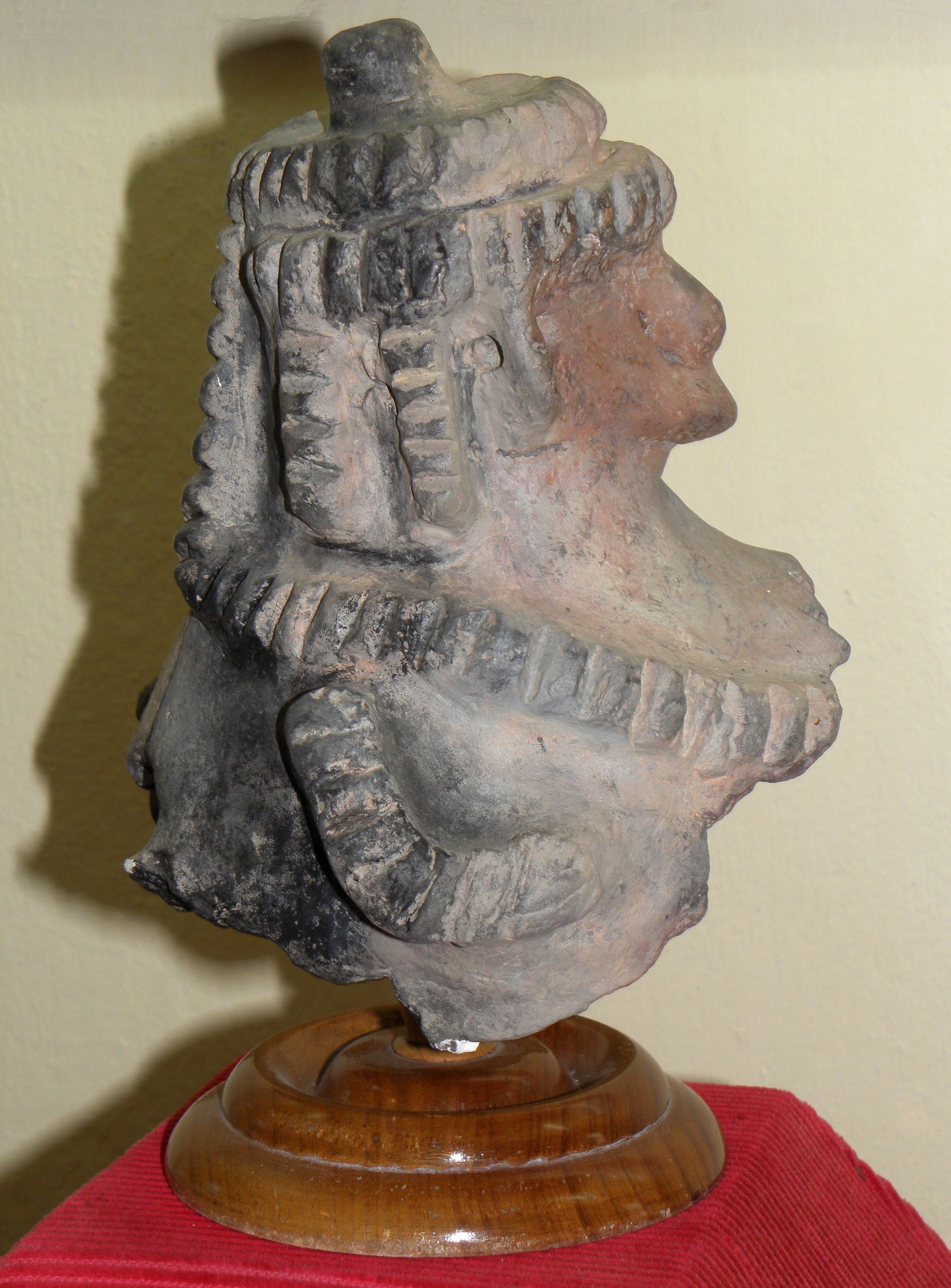
La «Dama de Nueva Palmira». Museu Municipal Profesor Roselli. Les dues peces són d'origen chaná-timbú

## Període agroterrisser tardà
El període agroterrisser tardà dels Andes meridionals, la seva perifèria i les Serres Pampeanes correspon a l'Intermedi Tardà de les altes cultures andines, encara que la seva data final no coincideix amb aquella causa de la tardana expansió de l'Imperi Inca cap al Nord-oest argentí. Comença, segons la regió, entre el segle xi i el segle xiii; i acaba amb la incorporació d'aquestes regions a l'Imperi Inca, a la dècada del 1480. Per a les regions que no van ser incorporades a l'Imperi Inca, al final del període agroterrisser tardà coincideix amb la incorporació a l'Imperi Espanyol.

### Diaguites
Al segle xi va començar una nova transformació de les poblacions per les cultures andines superiors, potser com a resultat d'una situació d'inestabilitat en els pobles de Tiahuanaco, que acabaria per desaparèixer durant el segle xii. Un altre factor que va generar canvis va ser l'augment de la població i l'aparició d'un sistema econòmic típic de les cultures andines tardanes: la colonització simultània de diferents ambients. Els senyorius havien continuat la seva expansió per mitjà de la colonització, i van fundar successives colònies a llarga distància de les capitals, en ambients diferents: iungues selvàtiques, planes de la Puna, valls més seques o més humides; d'aquesta manera s'asseguraven la provisió de tots els recursos necessaris. Però tant el creixement de la població com la colonització a gran distància va crear successius conflictes bèl·lics, que van portar a un augment de les preocupacions militars dels senyors.
El canvi més notori va estar en la ubicació de les poblacions, que van passar d'estar ubicades a les valls planes a una nova ubicació per sobre dels seus propis cultius. Els nous poblats (els pucaràs), van ser construïts en posicions defensives, a la vora de cingles al costat de les valls. No es va tractar en sentit estricte de fortificacions, ja que no tenien muralles ni fossat, sinó que la totalitat de la població es va establir en llocs més fàcils de defensar. Les armes de l'època tenien curt abast, de manera que una estratègia defensiva reeixida era suficient per repel·lir qualsevol atac.
La població de la regió va continuar en augment, i per primera vegada les ciutats més importants van superar el miler d'habitants, mentre apareixien nombrosos poblats nous, evidentment sotmesos a les capitals de cada senyoriu. Cada ciutat estava organitzada amb les classes dominants (guerrers, caps hereditaris i xamans) en els habitatges situats en el punt més alt del poblat, des d'on podien a més controlar visualment la vall, mentre les famílies d'agricultors estaven situades més avall, prop de la plana o del fons de la vall. En cas d'atac extern, la totalitat de la població s'anava retirant cap al cim, rebutjant amb pedres als atacants. Al costat del pucarà, en algun turó contigu, hi havia el sector dedicat a l'activitat religiosa, amb el seu altar en un punt visible des de gairebé tota la ciutat.
Fora de les ciutats es van establir petits llogarets d'agricultors, que no disposaven de recursos defensius i que estaven sotmesos a les capitals. Diferents estimacions de la població mostren xifres molt altes; per exemple, la vall de Yocavil (que coincideix aproximadament amb l'actual departament Santa María) tenia al voltant de 20.000 habitants, aproximadament la mateixa quantitat que en començar el segle xxi. Per la seva banda, el governador Juan Ramírez de Velazco informava al Rei d'Espanya que a tota la jurisdicció de la ciutat de La Rioja vivien altres 20.000 indígenes.
Els arqueòlegs consideren indubtable que aquestes poblacions ja eren els mateixos diaguites que trobarien els conqueridors. No obstant això, no hi ha forma de saber si ja parlaven el cacán durant èpoques anteriors, o el van adoptar en aquesta etapa, bé per invasió o per immigració. En sentit estricte, aquesta ètnia estava formada per tres subgrups, relativament diferenciats entre si: els pulars ocupaven la vall de Lerma, els calchaquís poblaven les valls que porten el seu nom, mentre que els diaguites pròpiament dits serien els que habitaven a la vall de Catamarca, als voltants de la cimera de la serra d'Ancasti, en la major part de l'oest catamarqueny i al nord i centre de la província de La Rioja; aquests últims, per a algunes regions específiques, també són anomenats «paziocas».
Els diaguites no es limitaven a les regions a l'est dels Andes, sinó que poblaven també el Norte Chico de Xile, des de la província de Copiapó al nord fins a la província de Choapa, al sud. Les seves característiques culturals eren molt similars a les dels seus congèneres orientals, i la seva llengua molt similar.

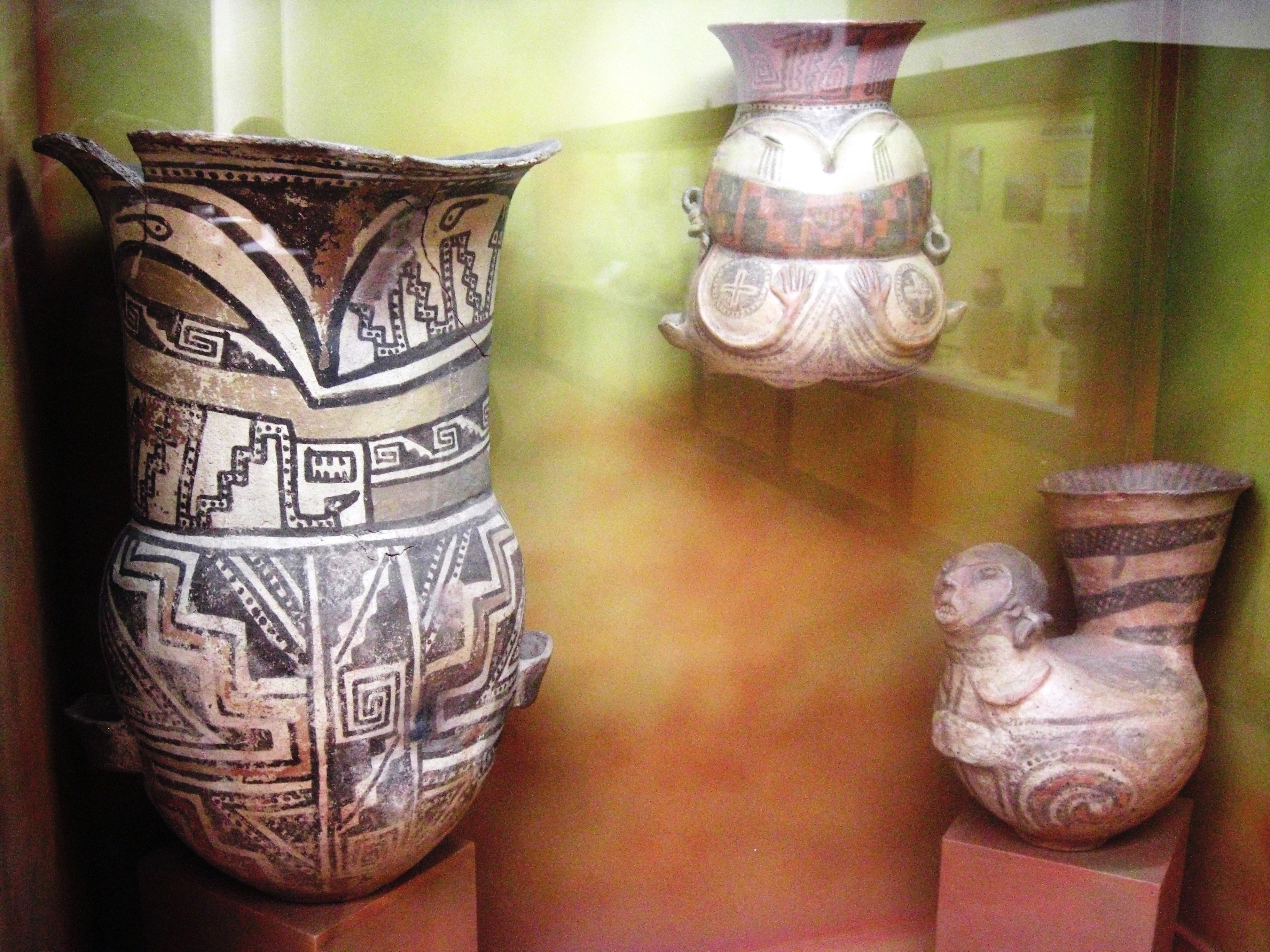
Atuells de la cultura Santa María, Museu de La Plata
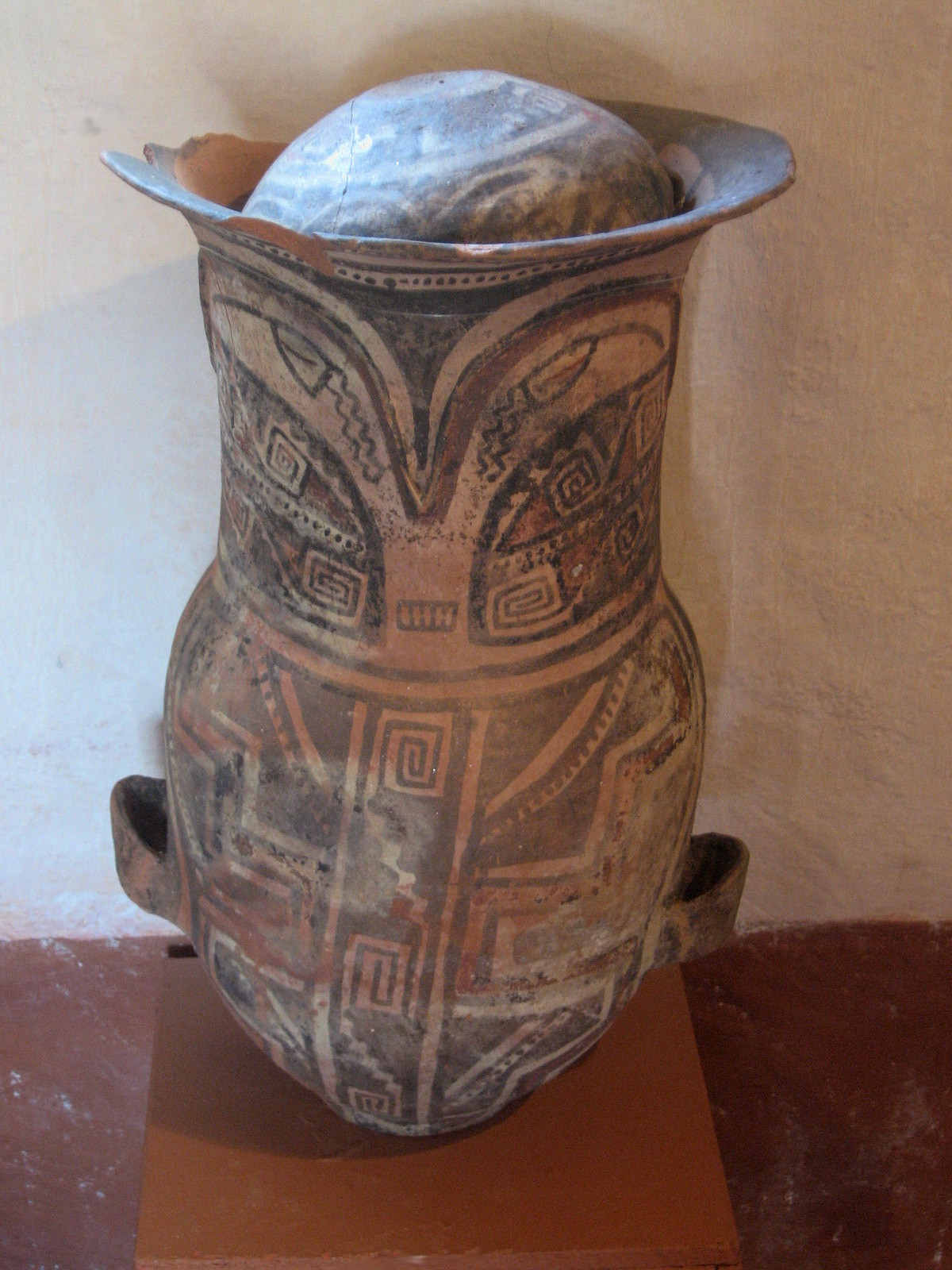
Ceràmica de la cultura Santa María
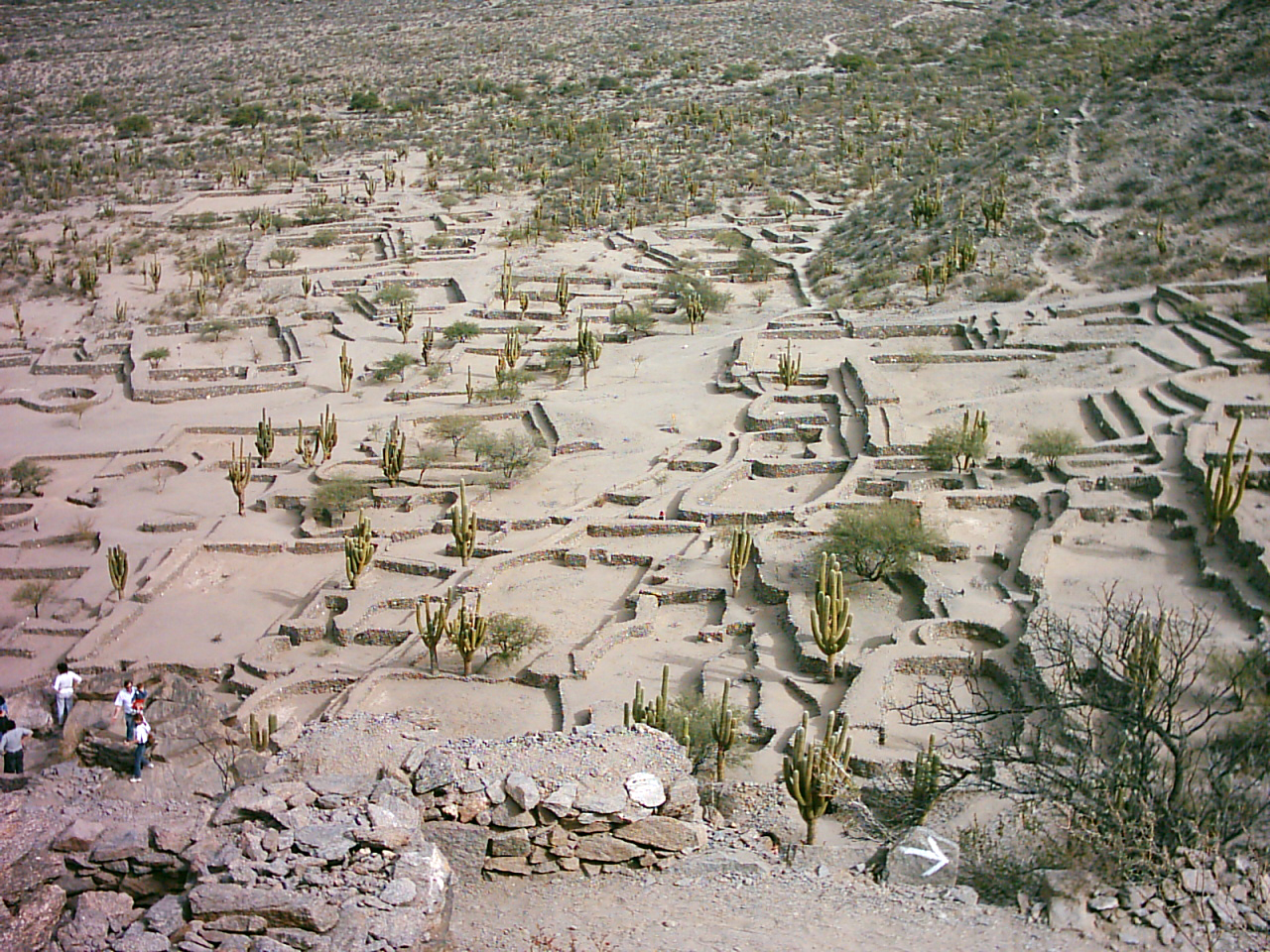
Ruïnes de Quilmes

### Agricultura i tecnologia
La seva agricultura combinava el conreu de vessants en terrasses i el cultiu de fons de vall. En tots dos casos, la producció agrícola depenia de llargs canals que alimentaven per torns les terrasses o parcel·les. Al costat del blat de moro, pràcticament omnipresent, es conreaven diferents tipus de vitxo, fesols i carabasses. A les regions altes i seques es conreava la patata i la quinoa. A les regions mica més humides, es conreava el cotó. Per a la provisió d'aigua van començar a utilitzar-se, al costat dels assuts, veritables preses que guardaven l'aigua durant molt de temps.
La llama i (en menor mesura) l'alpaca formaven la base de l'alimentació d'origen animal de totes les poblacions andines, i de les serres pampeanes. A més de la carn s'aprofitava la llana, de la qual estava feta pràcticament tota la vestimenta d'aquestes poblacions. També li donaven ús al cuir, els ossos i els excrements, que s'usaven com a combustible o adobament. I, finalment, les llames eren també utilitzades com a bèsties de càrrega, fonamentals per als complexos circuits de circulació de mercaderies que connectaven les zones andines seques amb les iungues i, en l'extrem nord, amb les poblacions de l'actual l'Altiplà bolivià.
On es podia accedir-hi, els fruits del garrofer i del chañar formaven part important de la seva dieta al costat de la carn de llama. A les zones més densament poblades, la caça sembla haver desaparegut gairebé del tot davant la pressió d'una població abundant.
Aquest nivell cultural està dividit en diversos desenvolupaments regionals, dels quals els principals són dos:
- Al nord hi havia la cultura Santa Maria, a la zona d'Andalgalá i la vall de Yocavil, és a dir el sud de les valls Calchaquíes. La seva presència és fàcilment recognoscible pels grans atuells de ceràmica, molt forts però de parets fines, sempre organitzada en tres nivells: una base troncocònica, un cos de forma globular tancat, i un coll més prim en forma de cilindre, que acaba en vores capgirades. Està decorada amb greques i figures de serps, humans i felins.
- Cap al sud, a les valls d'Abaucán i Hualfín i al bolsón de Pipanaco, es va desenvolupar l'anomenada cultura de Belén, la ceràmica segueix el mateix model que la de Santa Maria, però amb menors dimensions; en la decoració figuren suris i gripaus, i en lloc de greques hi ha repetició de creus i reticulats.[82][83]

En tots dos casos, la ceràmica més gran estava dedicada a l'enterrament dels seus morts, que ja no eren només nens, sinó també enterraments d'adults.
La metal·lúrgia es va fer més complexa, i al costat de les destrals cerimonials es van fondre escuts, campanes, ganivets, braçalets i discos, aquests últims probablement utilitzats com a escuts pels caps militars. Per primera vegada es van utilitzar, al costat del bronze, la plata i l'or, sempre per a peces petites. Tant el bronze com la plata procedien de dues regions: la porció sud de la serra d'Aconquija i la serra de Famatina.
Durant el període inca (que va seguir al període tardà) les terres de cada poble eren propietat de la comunitat, i el cap d'aquesta les repartia periòdicament entre els seus membres; es creu que les cultures andines ja havien desenvolupat aquest sistema, com a mínim, durant el període tardà, si no molt abans. També durant el període inca es va desenvolupar el sistema de la mita, o torns de treball per a la realització d'obres públiques; a menor escala, aquest sistema ha d'haver funcionat en totes les societats andines més desenvolupades.

### Omaguacas i ocloyas

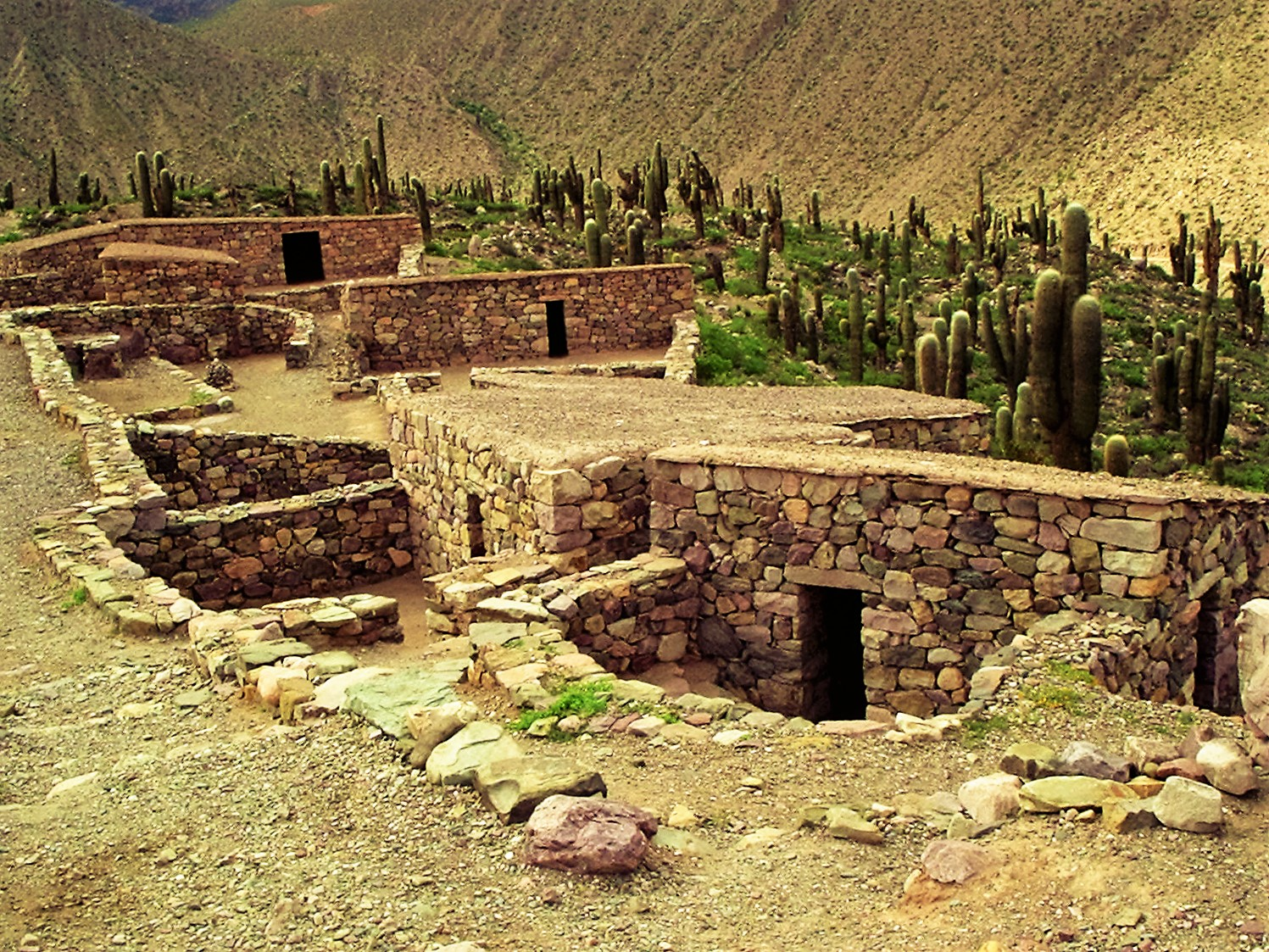
El pucarà de Tilcara a l'actualitat

Com els altres pobles andins, també les comunitats de la congost d'Humahuaca i el seu entorn van abandonar a partir de l'any 1000 el fons de les valls per formar pucaràs en posicions més altes. Tota la congost de Humahuaca va estar sotmesa a tres senyorius: 
- al nord, els omaguacas pròpiament dits, la capital va estar successivament a Yacoraite i Los Amarillos;[* 12]
- el centre de la congost estava governat des del pucarà de Tilcara;
- al sud, estenent el seu poder fins a més enllà de l'actual San Salvador de Jujuy, els tilians, amb la capital al pucarà de Volcà.

Una gran quantitat de poblats més petits estaven sotmesos a aquests senyorius; alguns d'ells estaven ubicats en nivells molt més alts, a la vora de la Puna o potser dins de la mateixa.
Els poblats habitats cap a l'est, abocats a les selves d'iungues, eren ocupats per pobles emparentats amb els omaguaques, genèricament coneguts com a ocloyes, i que els conqueridors espanyols van considerar molt menys bel·licosos i fàcils de sotmetre que els del congost. En sentit estricte, els ocloyes pròpiament dits estaven sotmesos als omaguaques, els osas depenien del senyoriu de Tilcara, i els paipaies (que van donar nom a l'actual ciutat de Palpalá) depenien de Volcà.
Els pobles del grup omaguaca tenien poques diferències racials i culturals amb els diaguites, encara que tenien els seus propis estils ceràmics. La principal diferència era en l'idioma, ja que parlaven una llengua diferent, la llengua omaguaca.

### Pobles de la Puna

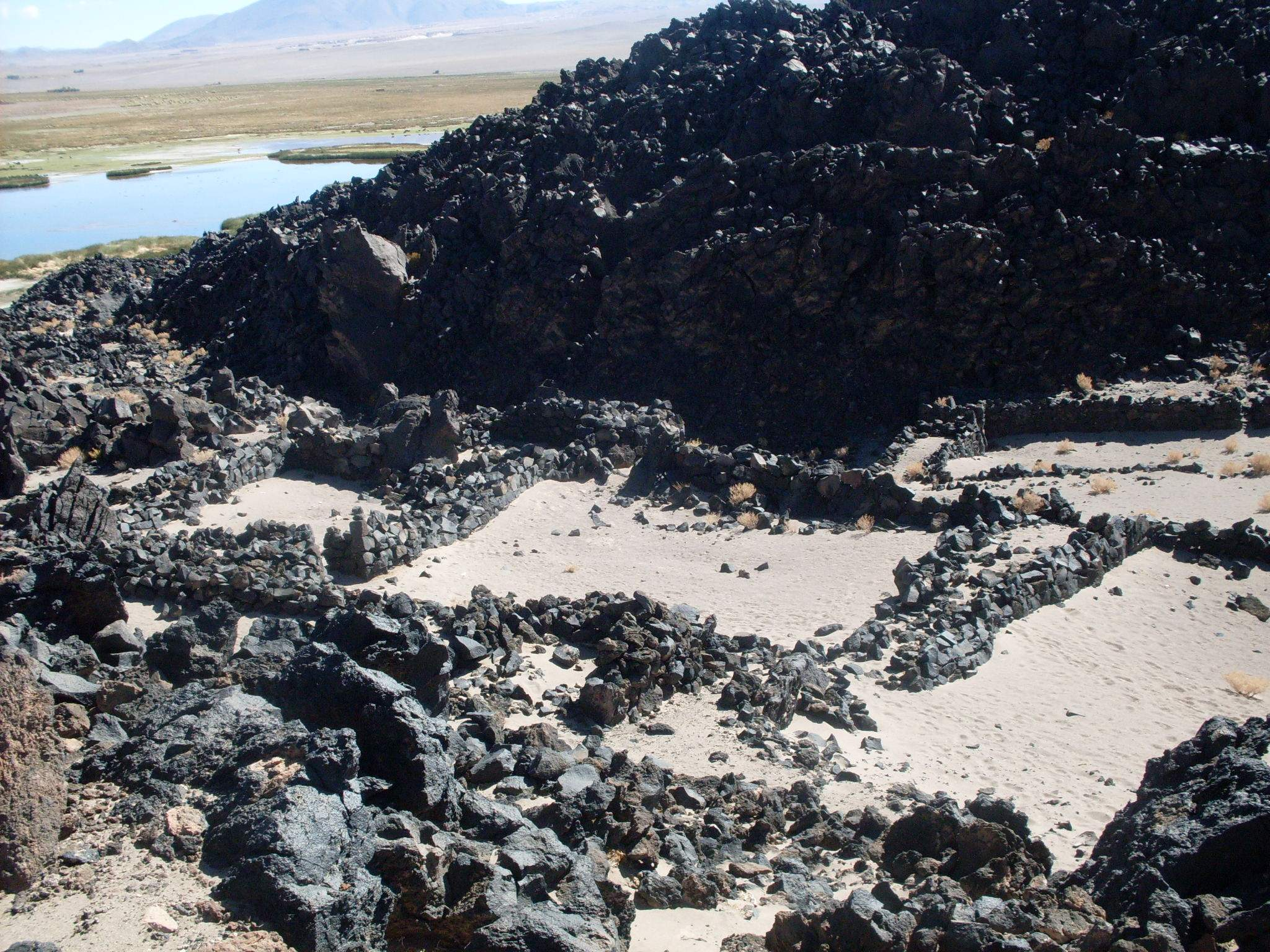
Pucarà de La Alumbrera, prop de Antofagasta de la Sierra

El desenvolupament de les cultures agroterrisseres tardanes a la Puna va estar marcat per tres factors principals: la proximitat amb cultures superiors situades més al nord, les limitacions ecològiques per certes produccions (el blat de moro era molt menys important, i el garrofer estava completament absent), i la seva ubicació propera a les rutes que comunicaven les zones de població diaguita i quítxua.
La major part de les poblacions de la regió van pertànyer a l'ètnia atacamenya, que parlava la llengua kunza. Aquest poble s'estenia també per l'interior del Nord Gran de Xile, i va aconseguir les seves màximes expressions culturals a la vall del riu Loa i a l'oasi d'Atacama.
Igual que les poblacions més al sud, els canvis culturals des del primer quart del segon mil·lenni van afectar la producció agroramadera i la urbanització. També aquí els senyorius es van centrar en pucaràs defensius, amb algunes diferències; aquests pucaràs del nord solien tenir muralles defensives (encara que en general es considera que van ser un poble pacífic) i en nombrosos jaciments s'han trobat cases sense portes, de manera que es dedueix que eren semisubterrànies, amb l'accés per una obertura superior. En diversos d'aquests poblats s'han trobat altars monolítics de forma cilíndrica, on es realitzaven sacrificis de llames.
El centre de la seva activitat productiva era l'explotació de la llama; tenien també àrees agrícoles on conreaven sobretot patates i quinoa, però gran part del seu consum era de carn de llama. A aquests animals dedicaven la major part dels seus esforços de domesticació, construint corrals i altres instal·lacions. Les mantes de llana eren productes que podien comercialitzar cap a altres regions. Els seus circuits comercials els permetien tenir accés a certes mercaderies que no són usuals en el sud, com ara petxines de mol·luscs o tabac. També van desenvolupar un actiu intercanvi de peces de metall, i sembla que han intermediat en els intercanvis dels pobles del nord amb els ubicats al sud de la Puna. La importància d'aquesta activitat de transport queda de manifest amb la troballa sistemàtica, en molts dels seus poblats, d'abundants forquetes de fusta condicionades per fixar amb cordes de llana les càrregues de les llames.

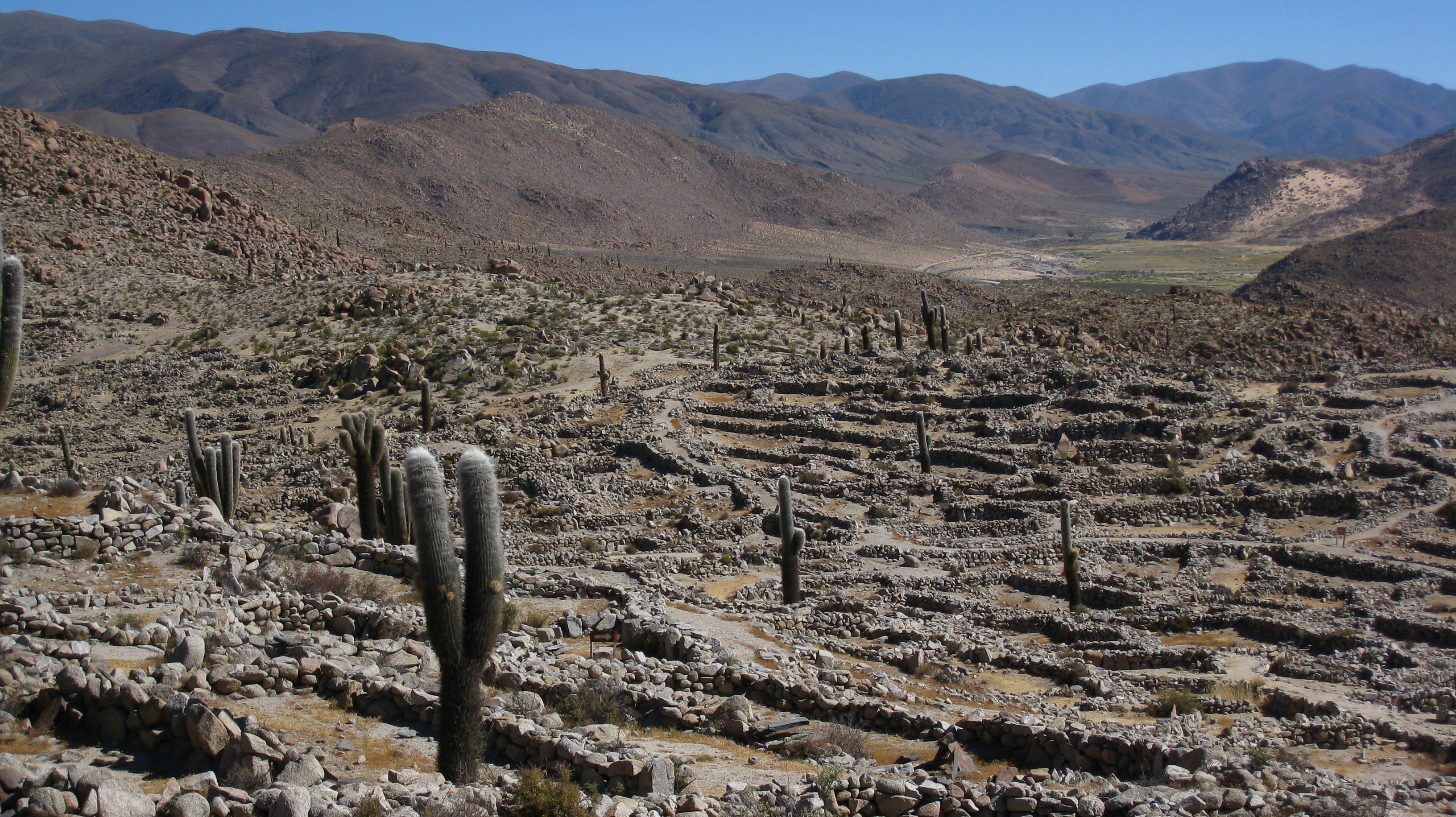
Ruïnes de Tastil

Entre els seus centres més importants poden citar-se el pucarà de Rinconada, Agua Caliente de Rachaite, al sud d'Abra Pampa, o el pucarà de l'Alumbrera, al nord d'Antofagasta de la Serra. Molt coneguts, per haver sobreviscut fins al present, són els poblats de Cochinoca i Casabindo, encara que aquests pobles podrien haver estat d'origen omaguaca.
Branques secundàries d'aquests atacamenys eren els apatames, que habitaven sobre el camí que continuava des de la congost de Humahuaca cap al nord, els moretes, a l'oest d'aquells, i els lipes, sobre la conca del riu Grande de San Juan, a l'extrem nord. Tanmateix, és possible que els moretes hagin estat una població posteriorment introduïda com a mitimaes pels conqueridors inques.
A l'extrem nord-est de la Puna argentina, el poble de Yavi Chico estava clarament connectat a circuits econòmics del sud de Bolívia, i no és segur que fos d'ètnia atacamenya.
Al sud-est, es creu que la població de la congost del Toro i de la seva capital, Tastil, podria haver estat d'ètnia atacamenya. Aquesta va ser la ciutat més gran de l'Argentina prehispánica, ja que va superar els 3.000 habitants a la ciutat. Situada sobre la congost del Toro, que comunica la vall de Lerma amb les valls Calchaquíes i la Puna, va controlar tota la congost i diverses zones properes a la mateixa. Entre els pobles subordinats més coneguts s'han de comptar Puerta Tastil i Morohuasi, en la mateixa congost del Toro, i Tinti, a la vora de la vall de Lerma, prop de Campo Quijano.

### Capayans

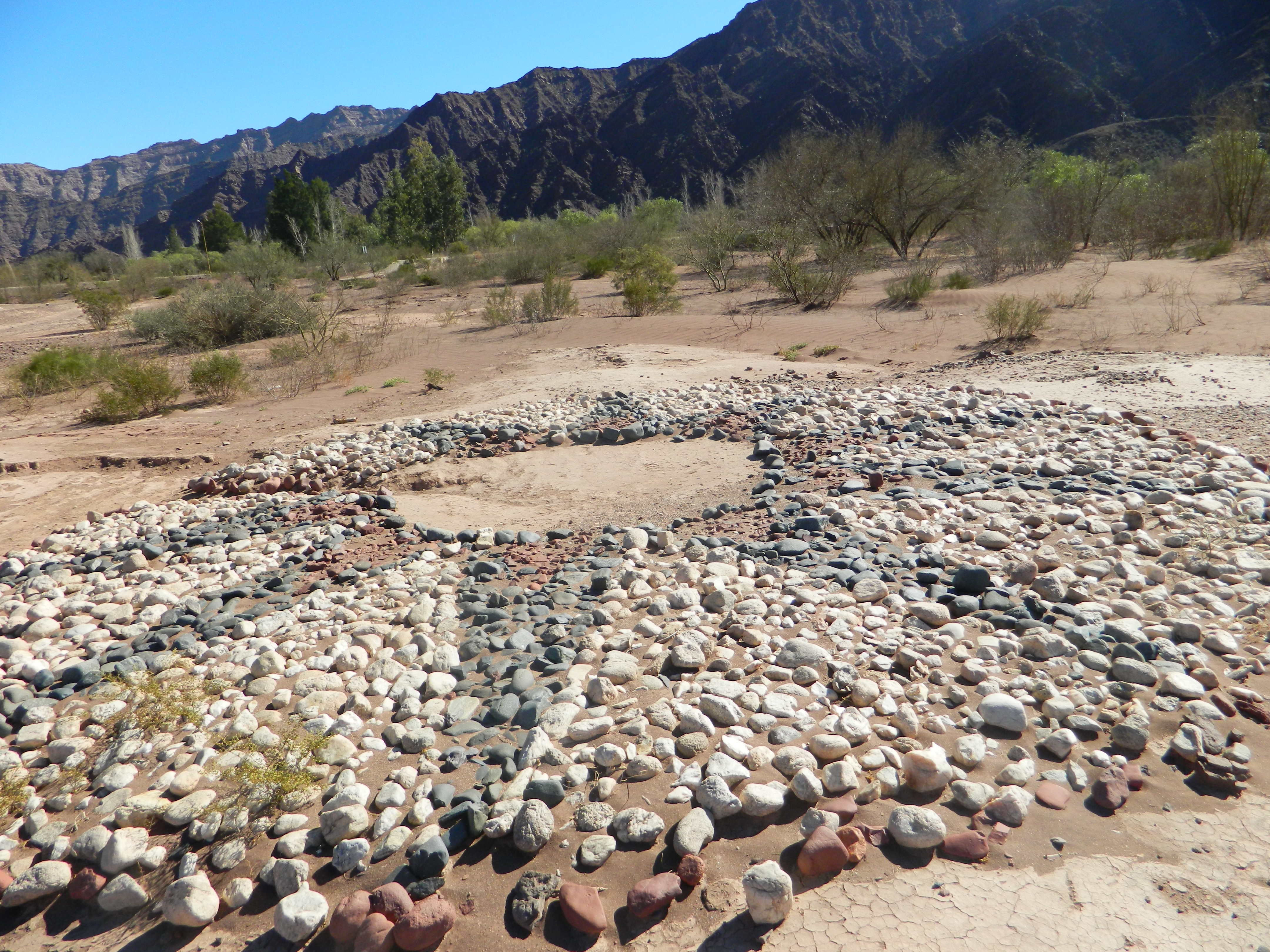
Detall de la gran estrella de Vinchina

El límit sud-oest de l'àrea de domini dels diaguites és summament difús, ja que els seus veïns pel sud van compartir amb ells moltes característiques culturals, i fins i tot les seves llengües semblen haver estat variants del cacán. Els historiadors de La Rioja solen esmentar entre aquests pobles als olongastes, yacampis, famatines i capayans, fent coincidir gairebé exactament la seva màxima extensió cap al nord amb els que actualment divideixen la seva província amb la de Catamarca.
No obstant això, clarament els ocupants de la regió de l'Arauco (San Blas de los Sauces, Aimogasta, Anillaco, Aminga i Vila Mazán) pertanyien des de qualsevol punt de vista a la cultura diaguita. I els habitants de les valls de Famatina i Sañogasta molt possiblement hagin de ser inclosos també en aquest grup.
Quant als yacampis, aquest és el nom propi d'una població indígena en particular, situada a l'entorn de la ciutat de La Rioja, que els conqueridors després van voler estendre a altres poblacions, potser amb l'objectiu de sotmetre'ls en encomienda amb els títols amb que havien ocupat la vall on van fundar la ciutat. En tot cas, aigües amunt de la ciutat, a la vall de Sanagasta, es va desenvolupar durant la primera meitat del segon mil·lenni la cultura de Sanagasta, que s'identifica amb els pobles capayans.
Aquests capayans eren, possiblement, branques col·laterals dels pobles huarpes que van ser absorbits o sotmesos per les avançades cap al sud dels pobles de parla cacana. Ocupaven les valls de Vinchina, Guandacol, Jáchal, Iglesia, Calingasta, i potser la d'Uspallata. Un altre nom que es va donar al desenvolupament cultural d'aquest poble va ser el de cultura Angualasto.
Els seus recursos econòmics eren molt similars als dels diaguites: agricultura amb regadiu, ramaderia de llames i recol·lecció de fruites d'arbres silvestres. La ceràmica no va aconseguir mai el desenvolupament de les cultures de Santa Maria i de Belén, encara que van crear peces de grans dimensions, fina estructura i acuradament decorada. Una particularitat és que, quan era possible, construïen casa sota arbres, utilitzant el tronc i les branques com a suports per al sostre. Les poblacions van ser totes de molt petita grandària, no s'han pogut identificar capçaleres de senyorius, i no van existir pucaràs ni altres estructures defensives. L'únic centre cerimonial d'alguna importància que s'ha trobat és una «estrella» d'uns 12 m de diàmetre, dibuixada a terra amb pedres de colors en les rodalies de Vila Vinchina; als voltants s'han identificat cinc estrelles similars.
La població mai va ser molt densa ni nombrosa, i van estar molt laxament sotmesos a l'autoritat dels invasors inques (amb excepció de les valls al peu dels Andes, on el control s'exercia des del «camí de l'inca» i les seves fortaleses adjuntes) i més succintament sotmesos pels espanyols, als que van rebutjar amb força. Però la seva ubicació a cavall de la divisió entre el corregimient de Cuyo i la governació del Tucumán els va fer víctimes de trasllats forçats a altres regions, el que va destruir en gran part la seva identitat ètnica. A fins del segle xviii, en fundar la vila de San José de Jáchal, les autoritats cuyanes van ordenar que tots els indígenes de les valls andines i de la conca del riu Jáchal fossin traslladats a aquesta vila; la qual cosa va causar la aculturació total d'aquests traslladats, i la despoblació definitiva d'àmplies zones on encara quedaven alguns capayans. L'única excepció va ser la petita població de Mogna, que es va mantenir a la seva localitat, tot i que també va perdre ràpidament la seva llengua i costums.

## A la perifèria de les cultures andines
La major part dels pobles situats a l'est i sud dels pobles andins van incorporar trets culturals dels seus veïns més desenvolupats, incloent la seva agricultura, la ramaderia de llames, els seus habitatges i la seva terrisseria. La principal excepció a aquesta influència gairebé purament andina és la dels tonocoté, que denoten fortes influències amazòniques, i la població també va ser repetidament classificada com de característiques racials amazòniques.

### La cultura Averías els tonocotès

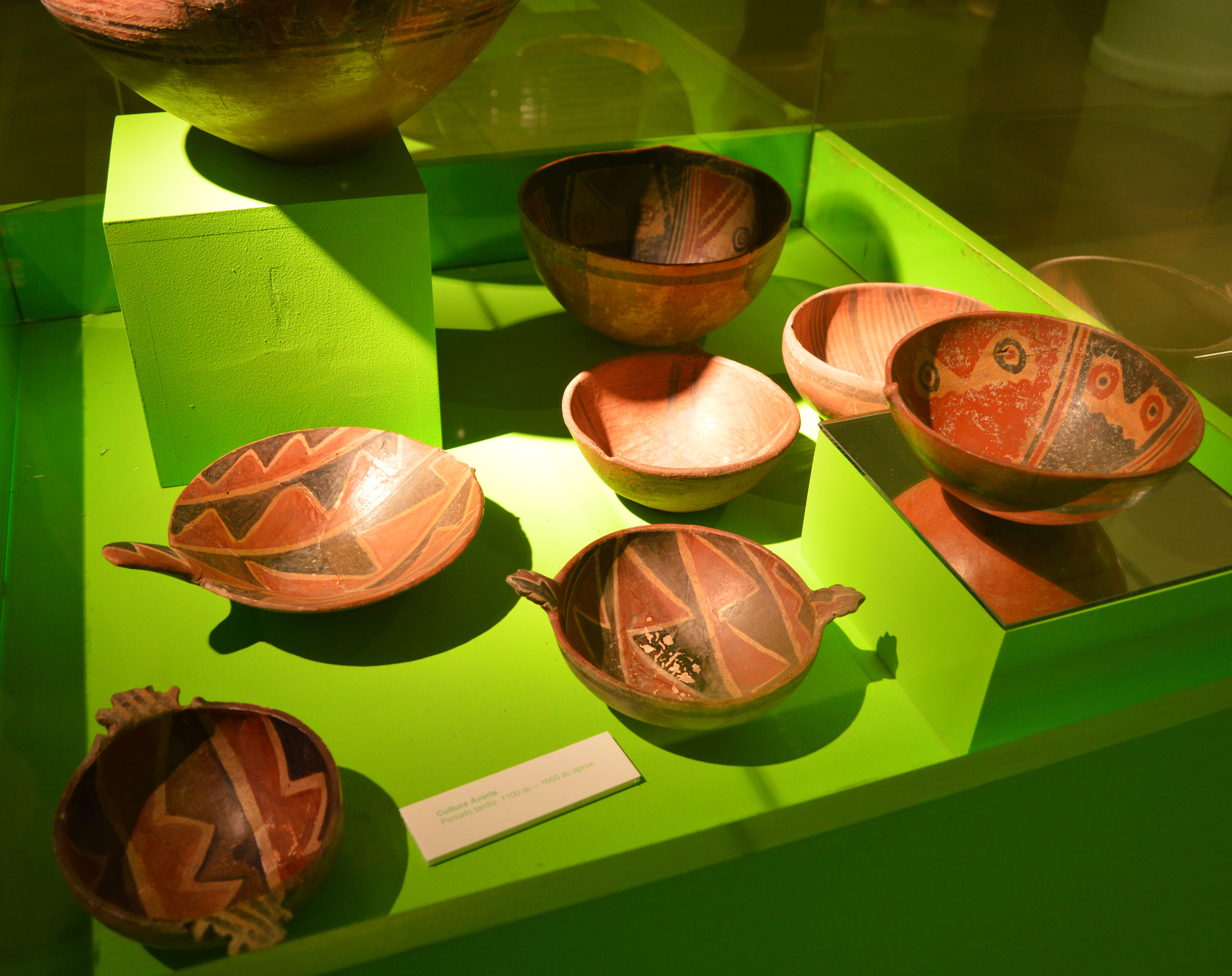
Ceràmica de la cultura Averías. Museu Wagner, Santiago del Estero

Cap a l'any 1200, la cultura dels tonocoté santiaguenys va patir una sèrie de transformacions que portarien a una nova etapa, anomenada cultura Averías. Si bé es noten grans aportacions culturals d'origen andí (especialment en la ceràmica) la resta dels canvis van resultar d'una adaptació més afinada als recursos de la regió. Van desenvolupar un sistema de dics que permetia controlar les inundacions dels terrenys baixos al costat dels rius i van millorar les seves tècniques constructives. L'alternança de pesca i cultiu en els mateixos terrenys havia estat portada per poblacions amazòniques en l'etapa anterior, però es va acabar de perfeccionar en aquesta època.
El poble històric que s'identifica amb aquesta cultura és el dels tonocoté. A l'arribada dels conqueridors, aquests pobles van ser genèricament anomenats «juríes», paraula que sembla derivar del nom del suri o nyandú, amb les plomes es vestien els caçadors tonocoté i sanavirons, encara que també lules i vileles, que res tenien a veure amb aquests pobles agricultors.
Mancats gairebé en absolut de ramaderia, la suplantaven amb l'abundant caça que obtenien en els boscos que envoltaven als rius. Van portar a la màxima expressió l'activitat tèxtil, amb teixits de cotó, de fibres vegetals més dures, i de llana, adquirida per comerç amb les poblacions andines de l'actual província de Catamarca. Com que no tenien pedra, van desenvolupar molt més que els cultures andines la seva indústria d'articles d'os, format per espàtules, arpons, punxons i agulles. De pedra eren, per contra, les puntes de fletxa; aquestes eren llançades amb arcs llargs (com tots els dels indígenes de l'Amazonia) i estaven enverinades.
D'aquesta manera, l'àrea al costat dels rius santiaguenys va acabar per ser una de les més densament poblades de tot el Con Sud. Es van establir també a les serres de l'oest i del sud provincial, i també en una regió del centre de la província de Tucumán, on els primers conqueridors trobarien l'anomenat Senyoriu de Tucma, i que permetria la instal·lació de la primitiva San Miguel de Tucuman. Finalment, alguns d'ells es van establir més al nord, a l'est del la província de Salta, i en una regió al nord-oest de l'actual província del Chaco, lluny dels dos rius, on van ser coneguts com a matarás i guacaraes. Aquests últims estaven assentats al costat d'un llit fluvial actualment sec, però que en temps prehistòrics va poder haver estat alimentat en temps de pluja pel riu Bermejo o per alguns dels seus afluents.

### Sanavirons
Les influències andines sobre la cultura Sunchituyoc que van portar a la formació del poble tonocoté van arribar de forma diferencial a les poblacions australs de la plana santiaguenya; aquestes es van barrejar amb algunes poblacions huàrpids (els comechingones) ubicades a les serres de Córdoba, a les que a més van desplaçar de les seves ubicacions més septentrionals. Aquestes poblacions van derivar, en conseqüència, en la formació d'un poble històric, el dels sanavirons, a qui els primers conqueridors van anomenar «inguites» o «yuguites».
Aquest poble és molt menys conegut que els seus veïns al nord i al sud, en part per la pobresa de les terres que ocupaven des del punt de vista dels conqueridors, i en part perquè en definitiva van ser una població molt petita pel nombre dels seus habitants. Poblaven les planes pantanoses que envolten pel nord, oest i sud de la llacuna Mar Chiquita i les serres situades a l'oest d'aquestes i les de l'extrem sud de Santiago del Estero.
Eren un poble de cultura similar a la dels tonocotés, atès que eren agricultors que complementaven la seva alimentació amb la caça i la pesca. L'agricultura, en canvi, era purament de secà, i desconeixien la tècnica d'aprofitar les riuades. També la seva ceràmica era molt inferior en qualitat. Els seus habitatges eren de troncs i palles a les zones planes, i de pedra, semisubterrànies, a la regió serrana. En canvi, a diferència dels tonocotés, les poblacions serranes si van adoptar de les cultures andines la cria de llames, que també van transmetre als comechingones.
La seva llengua és gairebé completament desconeguda, i l'única partícula atribuïda amb seguretat a aquest poble (el sufix «-sacate», que significaria poblat) s'ha difós àmpliament per la província de Córdoba, per la qual cosa sembla haver estat compartit amb els seus veïns comechingones. L'altre terme indubtablement sanaviron que coneixem és el nom que els espanyols van adoptar per als seus veïns meridionals; la paraula «comechingones» és un terme de la llengua sanavirona.

### Comechingones

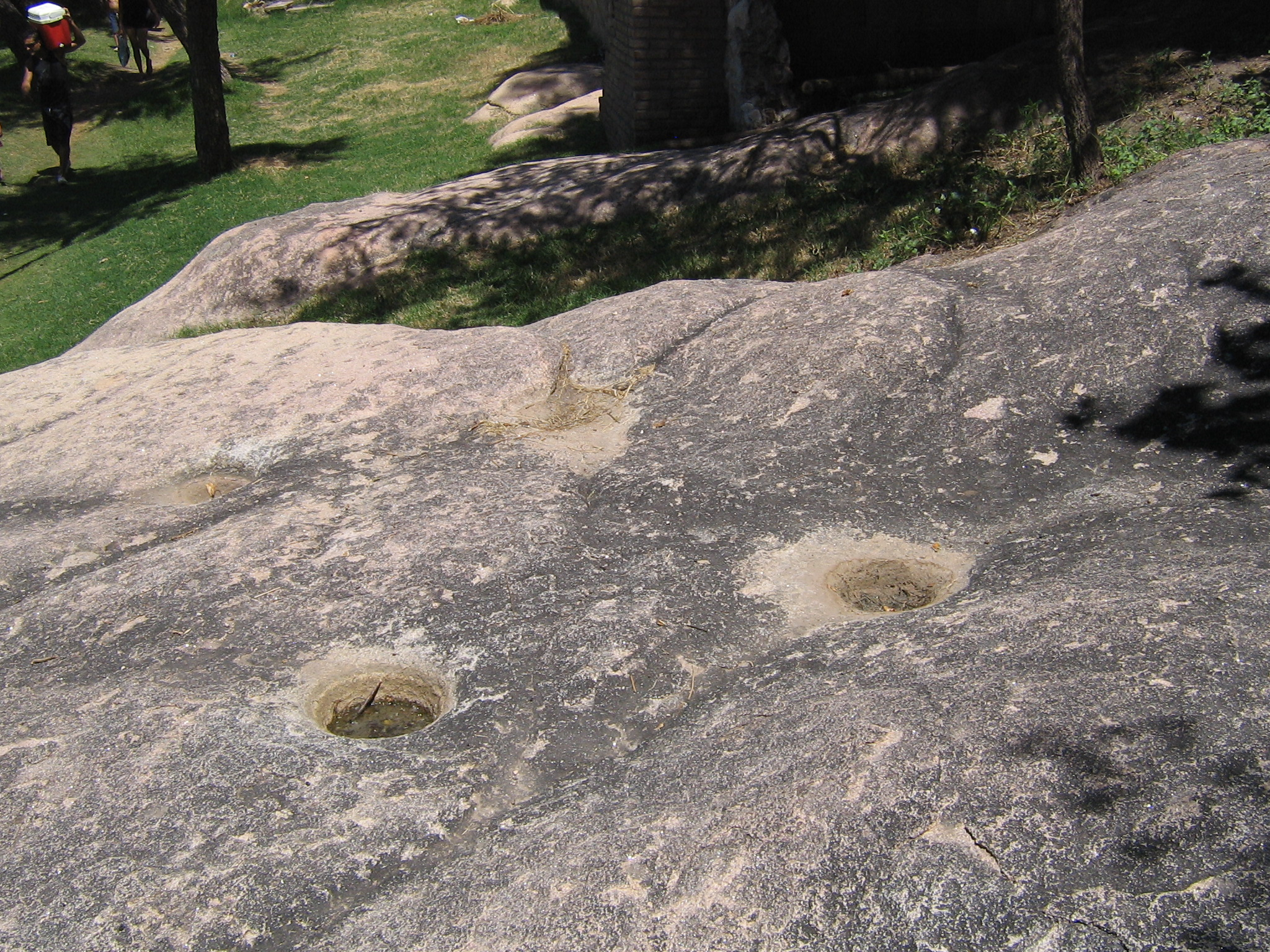
Morters per a la molta de grans o fruits secs dels comechingones

Un grup de pobles d'origen racial huàrpid va poblar la major part dels dos vessants de les serres de Córdoba; el nom que li van donar els conqueridors espanyols és el de comechingones, encara que els arqueòlegs i historiadors estan d'acord que eren almenys dos grups, dividits al seu torn en diverses parcialitats:
- El grup camiare estava situat a l'oest del gran cordó serrà, gairebé exclusivament a la província de San Luis, i incloïa als saletes, nogolmes i michilingües.
- El grup hênia incloïa als naures de la vall de Traslasierra, als mogas, caminigas, guals i chines de la Serres Chicas i altres regions muntanyenques del nord cordobès, els aluletes de les naixents del riu Segundo, i els macaclites de la vall de Calamuchita i de les naixents del riu Cuarto.[107]

Aquests pobles van adquirir durant el principi del segon mil·lenni millores en els mètodes productius, incloent la domesticació de la llama (encara que no va arribar a tenir la importància que va tenir per als diaguites i els seus veïns) i la incorporació del cultiu de patates i quinoa, que van sumar als fesols, carabasses i blat de moro que ja coneixien des d'èpoques anteriors. No obstant, la recol·lecció de fruits de garrofer, piquillín, fals pebrer, chañar i cocos de la palmera caranday, tenien encara gran importància per a la seva dieta, com també la caça de cérvols i guanacs. A diferència dels pobles dels Andes, llauraven els morters a la roca mare, de manera tal que havien necessàriament compartir-los entre els membres de cada població.
El desenvolupament de l'arquitectura de pedra, amb grans cases rectangulars amb sostres a dues aigües, que van tenir en aquesta regió un caràcter peculiar; les «cases-pou» estaven completament per sota del nivell del pis circumdant; del mateix només sobresortia el sostre. Sumat al fet que solien estar envoltades dels seus sembrats de blat de moro i de cèrcols de tunes, feia que els poblats fossin impossibles de detectar a la distància. Addicionat a això, a les zones on disposaven d'elles, no menyspreaven fer el seu habitatge a l'interior de coves.
La ceràmica va tenir alguns avenços tecnològics, però seguia sent gruixuda, tosca i gairebé sense decoració. La fabricaven gairebé invariablement a partir del farcit de cistelles o xarxes. Els morts no eren enterrats en urnes, sinó directament sota el pis dels habitatges, arraulits en un pou tapat amb terra.

### Olongastas
Al sud-est de les poblacions diaguites, a la serra de Los Llanos i zones veïnes de les províncies de Córdoba i San Luis, hi vivia un poble molt poc conegut: els olongastas. El nom de l'ètnia és clarament tonocoté i li va ser assignat pels conqueridors espanyols; posteriorment seria conservat fins a mitjan segle xvii, quan van desaparèixer. Eren poblacions d'aparent origen huàrpid, que havien incorporat fortes influències d'origen diaguita, fins i tot probablement el seu idioma, que seria una variant del kacán; no obstant això, els topònims solen ser noms originats en un idioma anterior a aquesta transformació cultural, completament desconegut.
Es tracta d'un poble que la seva zona d'influència ha estat molt escassament explorada, potser perquè la terrissa rescatada és escassa i molt tosca, i pràcticament no s'han rescatat restes d'habitatges, que havien d'estar fetes de fusta. Poder ser d'aquest poble les restes trobades al parc nacional Serra de Las Quijadas.
Eren agricultors i ramaders, es vestien de llana de llama, i complementaven la seva alimentació amb la recol·lecció de fruits de garrofer, mistol i chañar, i ous de nyandú de la Patagònia. La ubicació de les seves poblacions sol fer-se per la recuperació de restes de ceràmica i pels forns de terra (forats recoberts de pedres) on cuinaven la carn i els productes vegetals.
Entre les seves poblacions, es poden esmentar a Atiles, Olta i Polco, que van subsistir fins a finals del segle xviii, i Malanzán, Chepes, Ulapes, Tama, Amaná, Ambil, Ascala, Cotina, Guaja, Laha, Moga, Nácate, Olpas, Solca i Talva. Es desconeix el nom de les que actualment estan ubicades a les de Córdoba i San Luis.

### Huarpes
Un llarg procés d'adquisició de tecnologies des dels seus veïns va permetre als pobles instal·lats al costat dels rius de Cuyo incorporar-se plenament a la cultura agroterrissera. Gran part d'aquest procés apareix com a desconegut, i fins i tot moltes de les característiques pròpies d'aquestes cultures s'han perdut; ocupaven gairebé sempre els mateixos llocs que en l'actualitat ocupen les ciutats i les plantacions de vinyes, que prèviament van sofrir una profunda modificació del sòl, per la qual cosa no és fàcil recuperar restes arqueològiques. En tot cas, la influència dels pobles agricultors andins és evident, així com algunes influències aportades des de Xile.
Estaven dividits en, almenys, quatre parcialitats:
- els huarpes millcayac, a la conca del riu San Juan;
- els huarpes allentiac, al costat dels rius Mendoza i Tunuyán;
- els chiquillans, o garrofers del sud de la província de Mendoza;
- els guanacaches, ubicats al costat de les llacunes de Guanacache i al llarg del curs del riu Desaguadero.

D'aquests, els chiquillans eren una avançada cap al sud, que mai va desenvolupar l'agricultura ni la ramaderia, i es dedicaven a la caça i la recol·lecció de fruits de garrofer; possiblement els primers pehuenches hagin estat una ramificació d'aquests, situada en l'actual província de Neuquén, i especialitzada en la recol·lecció de pinyons de pehuén. Per la seva banda, els guanacaches es van especialitzar en la caça i la pesca en els (per aquesta època) cabalosos rius de Cuyo i les seves llacunes; van desenvolupar formes primitives d'agricultura, però aquesta no estava tan desenvolupada com entre els millcayac i allentiac. Van cridar l'atenció dels conqueridors per les seves embarcacions de vímet i boga, i per les seves enginyoses tècniques de pesca i caça d'ànecs.
Els huarpes pròpiament dits eren un poble netament sedentari, i depenia en gran part del producte de la seva agricultura; la caça i la pesca eren complementàries als productes d'origen vegetal. Conreaven la patata, el blat de moro, fesols i carabasses, sempre sota regadiu, amb obres d'infraestructura de vegades de grans dimensions, com el canal Cacic Guaymallén original. Vivien en cases de pedra o de fang i quincha, i la seva ceràmica era tosca i poc desenvolupada. En canvi, els seus productes de cistelleria eren superiors als de la resta dels pobles de l'actual Argentina, i les seves cistelles podien transportar aigua.
Part de l'oest de la província de San Luis va ser també ocupada pels huarpes, encara que en aquest cas els testimonis històrics són molt imprecisos, com així també l'atribució a aquest poble o als altres de les escasses restes arqueològiques. No s'ha establert amb precisió si la població del cacic Koslay, junt a la qual es va fundar la ciutat de San Luis era d'aquest origen, o dels comechingones. Se'ls ha anomenat «michilingües», que seria una branca d'aquests últims, però també podrien haver estat huarpes.
Després de la conquesta espanyola, aquests pobles van ser delmats pel trasllat sistemàtic de les poblacions cap a Xile (que depenia del corregiment de Cuyo) degut que eren de caràcter pacífic. Els supervivents es van refugiar al costat de les llacunes de Guanacache, on han subsistit fins a l'actualitat, tot i que han perdut la seva cultura; i fins i tot les llacunes ja no existeixen, dessecades per l'aprofitament dels rius de Cuyo per al reg.

## Període inca
L'Imperi Inca va sorgir d'un senyoriu local de l'actual Perú, poc més desenvolupat que els senyorius del nord-oest argentí. Va iniciar la seva expansió el 1438. Gràcies a una gran capacitat militar i organitzativa, i en una enorme versatilitat per adaptar-se a diferents circumstàncies locals per a només després d'incorporar cada territori i forçar la unificació social i política, va arribar a ser (en menys d'un segle) l'estat prehispànic més gran: en el moment de la seva dissolució tenia una extensió de més d'un milió de km² i més d'un milió d'habitants, i s'estenia per set de les actuals províncies argentines.
Les primeres etapes de l'expansió de l'imperi es van dur a terme en regions escindides de regnes anteriors, en què a més es parlaven varietats de l'idioma quítxua. Però a curt termini van aconseguir incorporar altres territoris, tant a les costes com en la "serra" (tal com diuen els peruans a la Serralada dels Andes), on es parlaven altres llengües. Combinant conquestes militars que incloïen matances, aliances i colonitzacions sistemàtiques, en menys de vint anys havien arribat pel nord fins a Quito.

### La invasió inca
A partir de 1471, l'inca Túpac Yupanqui va iniciar la conquesta inca, primer de l'altiplà actualment bolivià, i després de la regió nord de Xile i el Nord-oest argentí; els detalls de les campanyes són poc clars, i els cronistes que van transmetre la informació als espanyols van presentar dades contradictòries. El 1485, l'imperi va aconseguir la seva màxima expansió, sent detinguts pels maputxes al riu Maule, que des de llavors va ser el límit meridional de l'imperi. A l'est dels Andes, el límit meridional és més discutit, ja que aquest depèn de la interpretació de la situació dels huarpes, que d'acord amb les fonts podrien haver estat incorporats a l'imperi a la força o per mitjà d'aliances o, per al contrari, haver quedat fora dels límits de l'imperi. En aquest últim cas, la frontera més austral hauria quedat en el límit meridional de la conca alta del riu Mendoza; cas contrari, en algun punt de la conca del riu Tunuyán. Més enllà dels dubtes sobre la incorporació dels huarpes a l'imperi, queda clar que l'administració inca es va exercir sobre tots els senyorius atacames, omaguacas, diaguites i capayans.
Els objectius centrals de l'administració inca a les províncies llunyanes del sud eren: 
- garantir la comunicació a través del Cápac Ñan (el camí de l'Inca) amb cadascuna de les comarques sotmeses a l'imperi.
- proveir de mà d'obra a les obres públiques i els tallers de la capital i de les seus locals de l'administració
- assegurar la provisió dels recursos per sustentar al sobirà, el seu exèrcit i al culte religiós oficial.[122]

Camins inques

Una intricada xarxa de camins comunicava tot l'imperi amb la seva capital; els camins creuaven les regions planes com a simples franges flanquejades per pedres de color clar, però en les regions muntanyoses incloïen terraplens, murs de defensa per sobre i per sota del camí, ponts i escalinates. On la humitat posava en perill l'estabilitat del sol, estava pavimentat amb lloses. El camí ingressava a l'actual Argentina per Yavi, baixava per la congost d'Humahuaca per després tornar a pujar cap a les naixents de la congost del Toro, des d'allà ingressava a les valls Calchaquíes, que les recorria completes de nord a sud, baixava fins a la vall d'Hualfín, d'allí cap a Chilecito, cap a l'oest fins a Guandacol i després a Jáchal, d'allí cap a l'actual Rodeo, baixant per Barreal i Uspallata, per passar a Xile pel pas de la Cumbre. Alguns ramals importants eren els que baixaven des de la congost del Toro cap a la vall de Lerma; el que pujava fins Tafí del Valle i des d'allà baixava cap a la selva tucumana per la congost del Portuguès; que es desviava des de Santa Maria per Aconquija cap a l'actual Catamarca; i el que es desviava des d'Hualfín cap a Tinogasta, d'allí a Coquimbo (a Xile), pel pas Pircas Negras, actualment a la província de La Rioja.
Dos sistemes paral·lels asseguraven la provisió de mà d'obra per al servei de l'Estat: 
- d'una banda, els yanacones, que eren homes aïllats de la seva comunitat, obligats de per vida a servir a l'Estat inca, com a portadors, peons d'obres públiques i altres treballs inferiors; el seu origen sembla com a supervivents de la destrucció de les comunitats que es van resistir a la conquesta o es van rebel·lar posteriorment.
- l'altre sistema era la mita, un sistema de treball per torns que havien de realitzar tots els membres de les comunitats, especialment en la construcció d'obres públiques, en la mineria i en la producció de certs béns, com ara productes tèxtils i de ceràmica.

Existien en moltes ciutats, a més, tallers especialitzats formats per artesans (que en alguns casos eren traslladats des d'altres comunitats) per a la producció de productes tèxtils, ceràmics, lítics o metàl·lics de qualitat, que es dedicaven al culte religiós, al comerç o a la provisió dels tributs que pagaven les comunitats. Aquests artesans especialitzats eren anomenats camayoc (després de la Conquesta espanyola tal denominació va ser espanyolitzada com a «camachos»),estaven ubicats a «barris» alts de les ciutats, de manera que es creu que formaven part d'una «classe mitjana», socialment superior als simples agricultors .
Cada població estava obligada a aportar una part de la seva producció agrícola, ramadera, minera o recol·lectora per l'Inca, una altra part per al culte oficial dels déus i dels avantpassats a la capital, Cusco, quedant la resta per a la subsistència dels habitants. El sistema no se sostenia pels tributs dels camperols, sinó que cada comunitat tenia assignades porcions de terra per als agricultors, altres porcions per l'Inca, i una última per al culte religiós. Les terres de l'Inca i del culte eren cultivades per mitjà de la mita.
La major part dels productes de l'Inca i del culte religiós eren emmagatzemats a les capitals locals per molt temps abans de ser enviats a la capital, i l'Inca complimentava als curacas o cacics locals amb abundants regals que serien repartits entre les poblacions. Presumiblement, els aliments emmagatzemats servirien també per satisfer les necessitats de les poblacions durant els períodes de sequera o d'escassa producció local; només una petita part de la producció prenia efectivament el camí cap al Cusco, mentre que el repartiment de l'emmagatzemat a nom del sobirà o dels seus déus col·laborava en la submissió pacífica de les poblacions locals.
Oficialment, en el moment de la conquesta d'una regió, l'Inca es declarava amo de totes les terres, tant les conreades com les ermes, així com de totes les llames. A continuació, atorgava a cada comunitat l'usdefruit de les mateixes a cada comunitat; en la gran majoria dels casos, a les mateixes comunitats que les havien posat en producció i ocupat des de feia segles.

### Canvis culturals i tecnològics
Els conqueridors van utilitzar les ciutats que ja existien, encara que canviant la disposició interna de les mateixes. Però algunes altres ciutats (potser on van resistir, o on temien que pogués sorgir rebel·lions en el futur) van ser abandonades completament i la seva població traslladada a altres llocs, tal com va passar, per exemple, amb la ciutat de Tastil.
En canvi es van instal·lar nous llogarets («llactas», en quítxua) de mitimaes, comunitats senceres de pobladors d'altres regions desterrades per dificultar les rebel·lions en la seva zona d'origen, i instal·lades enmig d'altres poblacions, a les quals l'aculturació dels nouvinguts aportava també estabilitat política. Si bé en les regions centrals de l'imperi solien ser poblacions de llengua quítxua, les que s'han identificat en l'actual Argentina semblen d'un altre origen; així, algunes que s'han identificat (diverses a les valls Calchaquíes) eren d'origen capayán, mentre que altres (a la congost dH'umahuaca) eren chiches o aimares.
També es van edificar noves ciutats, com La Huerta (al sud d' Humahuaca), La Paya (a prop de Cachi), la Tambería de l'Inca (al costat de Chilecito) i, sobretot, El Shincal (a la vall d'Hualfín), la ciutat més gran del període. Aquesta va ser enterament construïda pels conqueridors inques, i conté diverses edificacions típiques de la cultura inca: l'ushnu (o turó cerimonial) amb la seva escalinata i altar, dues «pistes» amb els seus cèrcols de pedra que van ser utilitzades com a places de comerç, almenys dos callancas (grans palaus), i diverses desenes de collcas (sitges pel gra). Aquests últims van ser una innovació absoluta del període inca; per primera vegada existien edificis col·lectius per a l'emmagatzematge d'aliments, que fins llavors havia estat un assumpte exclusivament familiar.
En menor mesura, en totes les localitats majors i en els tambos al costat de les rutes existien aquests mateixos edificis. Les instal·lacions dedicades especialment a servir a les carreteres estaven separades entre elles de 15 a 25 km, és a dir, un dia de marxa. A més existien, en posicions intermèdies, edificis aïllats, destinats a allotjament i recanvi dels chasquis, corredors que portaven els correus entre les províncies i Cusco.

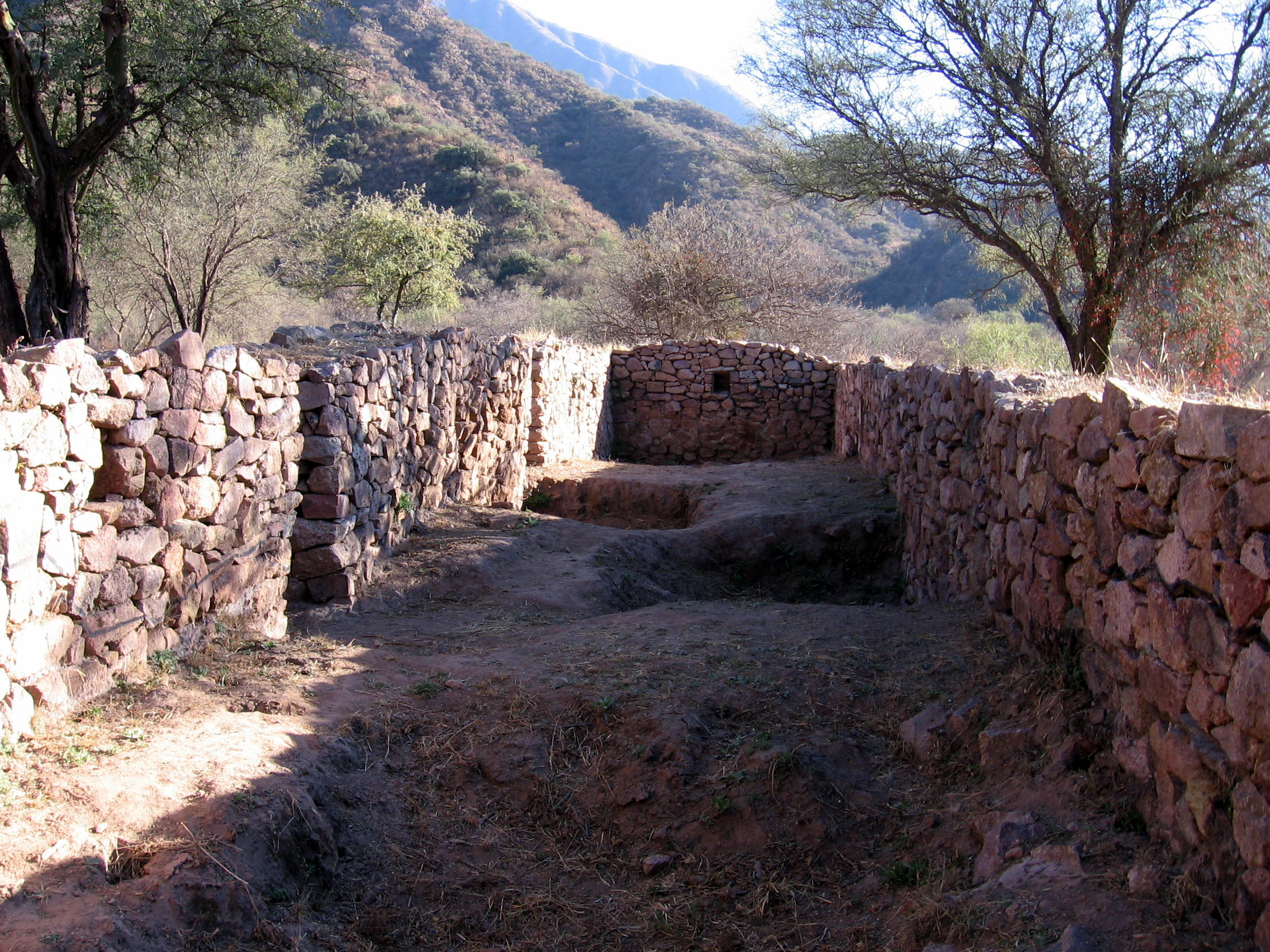
Interior dels habitatges d'El Shincal
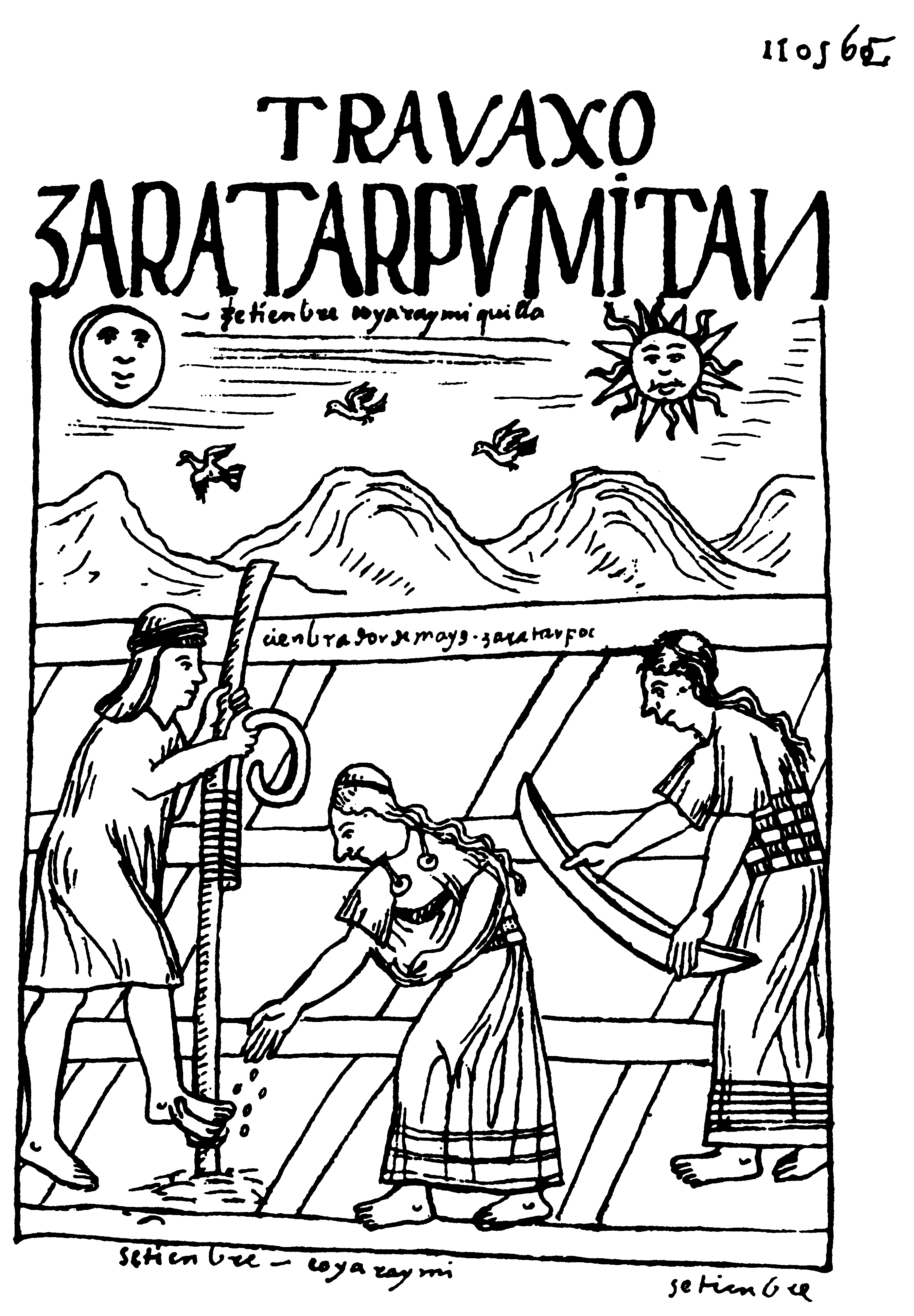
L'agricultura indígena, segons la visió de Felipe Guamán Poma de Ayala
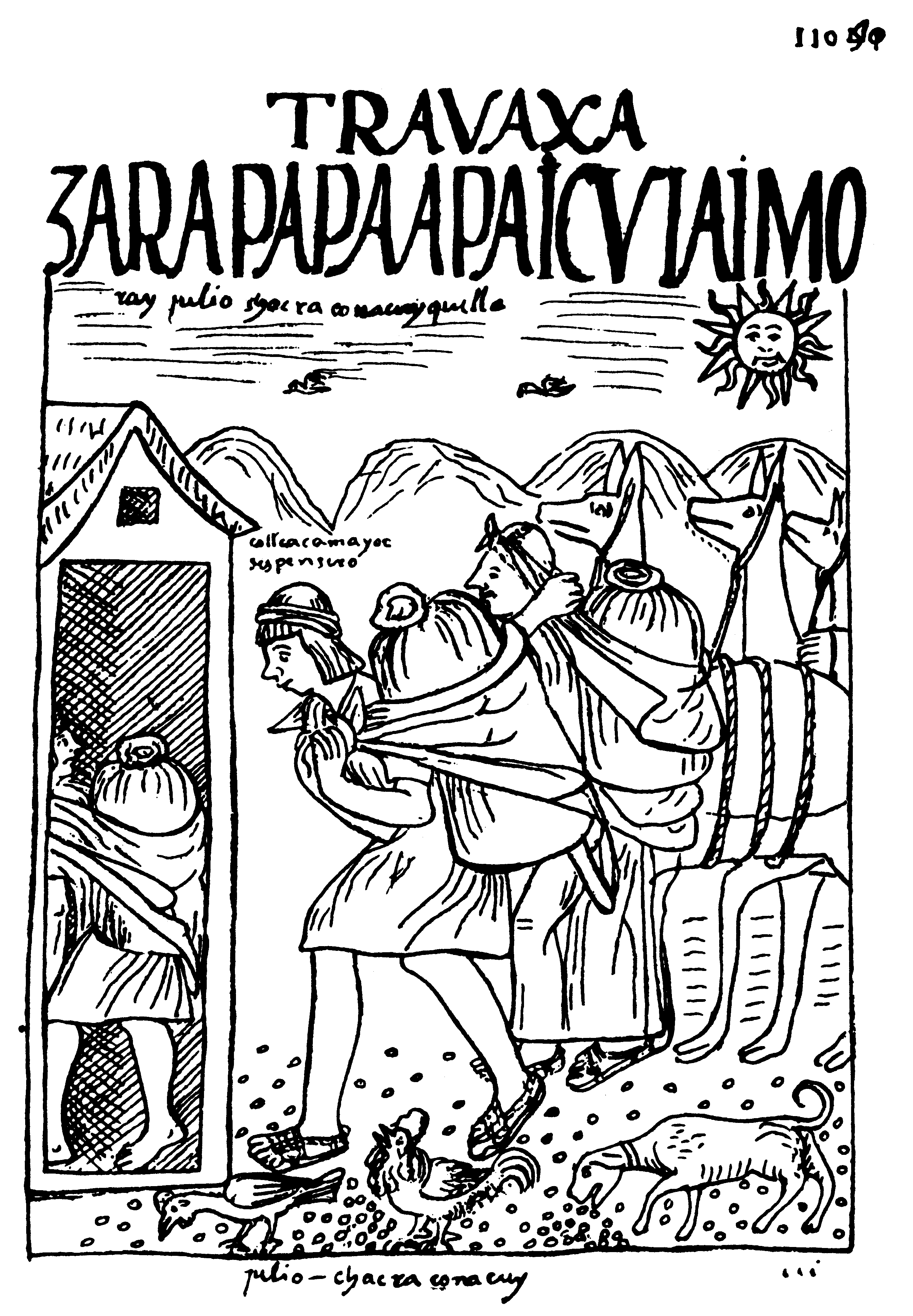
Emmagatzematge d'aliments, segons Guamán Poma de Ayala
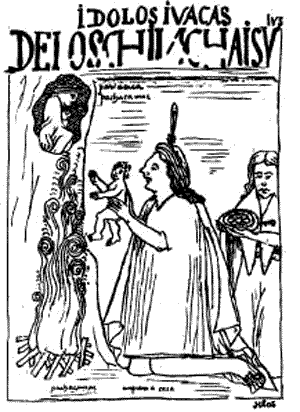
Cerimònia de Capac Ccocha, segons Guamán Poma de Ayala

A més de les ciutats i els pobles, els inques van promoure la construcció de nous pucaràs, molt més grans i amb grans muralles defensives. Alguns d'aquests pucaràs estaven en posicions tan elevades que quedaven completament apartats de les ciutats que protegien, com és el cas del pucarà de Santa Maria i el pucará d'Aconquija.
Els inques van promoure activament les obres d'infraestructura necessàries per a l'augment de la producció agrícola, utilitzant per aquest fi als mitayos, construint canals de diversos quilòmetres de longitud i difonent el sistema de sembra i reg en terrasses. Això va ser especialment notable en els dos extrems de les valls Calchaquíes i en la meitat nord de la congost d'Humahuaca. Per la resta, no van introduir millores tècniques en l'agricultura ni a la ramaderia; si va existir una forta transformació en l'ús de les llames, que es van concentrar en la producció de llana i com a animals de càrrega, el que ha d'haver redundat en una forta disminució del consum de carn per part de la classe popular.
L'activitat minera va augmentar significativament, especialment a la zona de La Alumbrera i Capillitas, sobre el camí que uneix Andalgalá amb Aconquija. S'extreia gran quantitat de coure i una mica d'or; la manufactura de coure va millorar molt, i l'Inca controlava la producció del bronze per mitjà del monopoli de l'estany.
En les arts plàstiques, es van incorporar algunes particularitats de la cultura inca, com ara els qirus i tumis (vasos cilíndrics de fons pla amb vores invertits i destrals, sengles amb ús ceremonial) i els aríbals (gerros de coll llarg, cos esfèric i base cònica)
Una innovació que ha cridat molt l'atenció està relacionada amb pràctiques funeràries de tipus religiós: els sacrificis de nens i nenes (com en l'anomenada «festa» de la Capac Cocha), momificats per congelació, als cims dels turons). El cas més conegut és el de les tres mòmies de Llullaillaco, però també han estat rescatats la mòmia de turó Chuscha i la mòmia de Quehuar. En relació amb aquestes pràctiques d'alta muntanya van existir també ofrenes que no van incloure cadàvers al Nevado de Galán, el Nevado de Chañi i l'Aconcagua. Als cims del Nevado del Aconquija es troba no només un lloc d'ofrenes, sinó tot un complex religiós, amb diverses edificacions cobertes i un ushnu que treia el cap a l'abisme sobre la selva tucumana.

## La conquesta espanyola
Al moment de l'inici de la conquesta espanyola, fins i tot les societats indígenes més avançades estaven en un nivell tecnològic molt inferior al dels espanyols, en un estadi de desenvolupament purament neolític; desconeixien l'escriptura, el ferro, l'ús militar del bronze, la roda, el torn, el teler amb llançadora, la serra i les taules de fusta, els claus, els maons i les teules. Les seves embarcacions, quan n'hi havia, tot just permetien la navegació d'unes poques hores en aigües tranquil·les; la seva única bèstia de càrrega, la llama, no servia per portar grans càrregues, tirar de carros o trineus, ni per muntar.
En aquestes condicions, la superioritat tècnica dels invasors va ser tan aclaparadora que tota resistència va ser vençuda a curt o llarg termini. Els tres principals factors en què la superioritat estava del costat dels envaïts van ser anul·lats successivament: 
- la superior organització de l'estat inca va quedar desbaratada quan els dos caps del sistema (l'Inca i la ciutat de Cusco) van caure en mans dels espanyols.
- la superioritat numèrica no va ser un obstacle absolut, gràcies a la capacitat dels invasors per buscar successives aliances amb caps locals que es rebel·lessin contra l'estat inca.
- el millor coneixement del terreny va ser vençut pel reclutament de guies locals i per l'enorme ductilitat dels invasors per adaptar-se a nous ambients.[140][141]

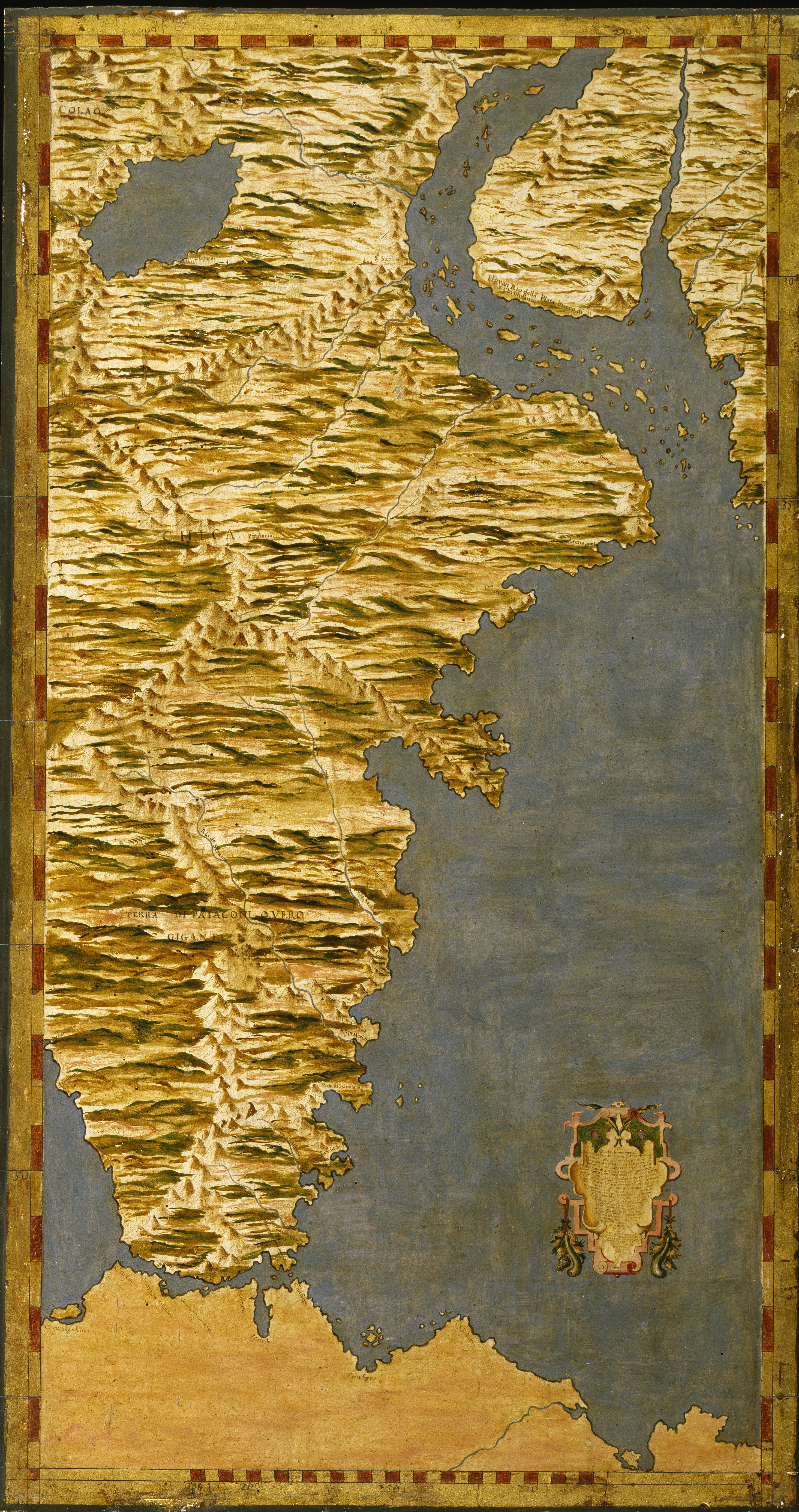
Mapa del Con Sud, de l'italià Ignazio Danti, 1570

A la pràctica, la conquesta de l'actual territori argentí va començar fora del mateix, amb la derrota de l'Imperi Inca, que es va consumar durant els anys 1533 i 1534; tot just dos anys més tard, s'iniciava també l'ocupació de la conca del Plata. La conquesta del territori va ser gradual, i fins a les grans fundacions ocorregudes entre 1562 (San Juan) i 1593 (San Salvador de Jujuy), no van aconseguir controlar per complet els territoris que havien ocupat les cultures agrícoles. Tot i així, encara fins a mitjans del segle següent continuava havent territoris que no estaven efectivament ocupats; les guerres calchaquíes, que van durar fins a 1667, van mantenir a les valls Calchaquíes i a moltes altres regions fora del domini espanyol.
Les estimacions de la població indígena que van trobar els invasors han estat molt variades, encara que totes aporten grans diferències entre el nord-oest i les altres regions: una estimació recent ha aportat els següents números: 
- 215.000 habitants al nord-oest, gairebé tots pertanyents a cultures agroterrisseres;
- 18.000 a Cuyo, també en la seva gran majoria pertanyents a aquestes cultures;
- 20.000 per a la Mesopotamia, de la qual una mica més de la meitat guaranís i els seus congèneres;[143]
- 30.000 en les serres centrals.[144]

En comparació, la regió del Chaco hauria tingut uns 50.000 habitants, la regió de la Pampa 30.000, i la Patagònia 10.000 habitants.
Els espanyols van aprofitar les formes de producció locals a les quals van sumar unes poques aportacions pròpies, com ara l'ús del cavall, les carretes, les vaques i bous, les ovelles, el blat, l'olivera i la vinya. També van adaptar a les necessitats locals les tècniques constructives del seu país d'origen, i van incorporar l'escriptura i les armes i eines de ferro per al seu ús propi. Per la resta, les comunitats indígenes van continuar sotmeses al sistema de senyorius que s'havien incorporat com a organització política des de feia ja segles i s'havia perfeccionat durant l'administració inca, tot i que des de llavors aquest sistema es va fer en benefici dels conqueridors i els seus descendents, que no tenien interessats en assegurar la subsistència dels indígenes.
Les matances entre els vençuts, la fam causada per la desorganització del sistema productiu i d'emmagatzematge i (per gran diferència, el factor més important) la mortaldat causada per la manca de defenses de les poblacions locals davant diverses noves malalties van causar una catàstrofe demogràfica, que va portar a la disminució de les poblacions indígenes d'entre el 70 i 90% de la població, segons el lloc. D'altra banda hi va haver un alt nivell de mestissatge entre les poblacions indígena i conqueridora, i tant els mestissos com a gran quantitat d'individus i de comunitats purament indígenes es van inserir en la societat dels colons espanyols, perdent la seva identitat ètnica. Com a resultat, la quasi totalitat de les comunitats agroterrisseres de l'actual Argentina van perdre les seves característiques culturals pròpies i van passar a formar part de les noves societats indianes que van llegar els espanyols a l'Estat argentí.
Així i tot, amplis territoris van quedar fora de l'ocupació dels invasors; la totalitat de la Patagònia i del Chaco i la major part de la Pampa no van poder ser ocupades pels espanyols, en part per l'hostilitat dels indígenes. Però també perquè els conqueridors no buscaven colonitzar terres on produir, sinó més aviat conquerir braços indígenes que treballessin per ells. Els pobles que no formaven part de les cultures neolítiques ressenyades en aquest article no només ignoraven com produir aliments per a una població estable, sinó que es van negar a aprendre-ho i es van allunyar dels establiments dels espanyols. Per aquesta raó, la regió efectivament incorporada a l'imperi espanyol va coincidir, gairebé exactament, amb els límits de les cultures.

### Agricultors indígenes a la perifèria de la societat europea
Mentre tenia lloc la conquesta espanyola (que es pot considerar completada a l'últim terç del segle xvii) es van produir fora del territori conquerit diverses migracions, entre les quals les més notables van implicar desplaçaments de pobles caçadors-recol·lectors per altres de similar nivell de desenvolupament tecnològic, i fins i tot el desplaçament de pobles agricultors per altres d'un desenvolupament cultural inferior. Però van existir, a més, dues migracions de pobles agroterrissers que van desplaçar a pobles caçadors-recol·lectors: a l'extrem nord, els avá guaraní, anomenats pels espanyols «chiriguanos»; i al sud-oest, els maputxes, a qui els espanyols i argentins van anomenar «araucans» fins a les últimes dècades del segle xx.
Els avá guaraníes es van traslladar des del Paraguai actual fins a les iungues del sud de Bolívia i de la regió de Tartagal en diverses onades, des de les últimes dècades del segle xv i el segon terç del segle xvi. Aquesta regió estava habitada per comunitats de caçadors-recol·lectors guaycurús i wichís, amb qui van haver de combatre per sotmetre'ls. Però també van trobar agricultors primitius d'origen arauac, els chanés, als que van atacar sistemàticament durant molt de temps; els homes chanés eren sistemàticament assassinats (i canibalitzats) mentre esclavitzaven als nens i s'apoderaven de les seves dones. El grup ètnic resultant, per tant, era racial i culturalment mixt entre els chanés i els guaranís, encara que aquests van aportar el llenguatge. En els seus primers temps, els guaranís van envair diverses comarques de l'Imperi Inca, derrotant els seus exèrcits, encara que finalment van ser expulsats cap a la selva. Al llarg de quatre segles, els avá guaranís es van moure lentament cap al sud, ingressant dins el territori argentí, sempre conservant la seva estratègia de cultiu per tala i artiatge i, per tant, la seva arquitectura de materials peribles. Van incorporar aportacions culturals andines, com ara la seva ceràmica, mentre que li van donar la seva pròpia empremta a una religió centrada en el culte al jaguar.
A la regió del bosc andí patagó i a les valls de les serralades del nord de la província del Neuquén i de l'extrem sud de la de Mendoza, els pobles maputxes del sud xilè van començar a creuar els Andes a la recerca de nous territoris per conrear a mitjans del segle xvii. La principal raó sembla haver estat l'excés de població en l'Araucania, reforçat pels atacs dels espanyols de Xile central, i per l'arribada de refugiats que fugien de la submissió a aquests. Si bé es creu que efectivament van tenir els seus cultius de blat de moro, de patates, fesols, carabasses, i potser un cereal d'hivern anomenat mango i madia, ràpidament es van veure atrets per altres activitats: recollir pinyons d'araucària, com els pehuenches, es van assentar al costat a boscos de pomeres, i van intervenir en el tràfic de cavalls i bovins des de la plana pampeana cap a la Araucania. Durant aquest període van desplaçar als pehuenches, tehueltxes, poyes i pueltxes, tots pobles caçadors-recol·lectors. Posteriorment es va produir (al llarg del segle xviii) l'araucanització de la Patagònia septentrional, de la regió pampeana i del sud de Cuyo, període durant el qual sembla bastant segur que els araucans van abandonar completament l'agricultura per dedicar-se, principalment a la caça de bovins, i després a malonejar sobre les estàncies dels espanyols. En l'últim terç del segle xix es va produir l'anomenada «conquesta del Desert», durant la qual aquestes poblacions van ser vençudes i sotmeses pel Govern argentí; durant la mateixa, els militars i funcionaris es van sorprendre al trobar (en alguns punts aïllats) proves que aquests pobles conreaven hortalisses i cereals, no només en la pampa humida, sinó també en algunes valls andines. D'altra banda, havien desenvolupat l'argenteria, la ceràmica i la ramaderia, totes proves que aquests «salvatges» pertanyien, si bé marginalment, a una cultura agroterrissera.